# Себастијан Фетел
Себастијан Фетел (њем. Sebastian Vettel; Хепенхајм, 3. јул 1987) њемачки је аутомобилиста и бивши возач формуле 1, који је последње возио за Астон Мартин. Четвороструки је свјетски шампион, освојио је шампионат 2010, 2011, 2012 и 2013. године, са Ред булом, док је прије почетка каријере у формули 1 освојио формулу БМВ АДАК, а завршио на другом мјесту у евро серији формуле 3. Означен је од стране тренутних и бивших возача као један од најбољих возача формуле 1 у историји.
Каријеру у формули 1 почео је као тест возач за БМВ Заубер, дебитовао је на Великој награди Сједињених Држава 2007. године, замијенивши повријеђеног Роберта Кубицу. Касније током сезоне, прешао је у Торо Росо, гдје је остао и наредне године. У септембру 2008. године, остварио је прву пол позицију и прву побједу у каријери, на трци за Велику награду Италије, поставши тако најмлађи возач који је остварио пол позицију у историји и најмлађи побједник неке од трка формуле 1. На крају 2008. године прешао је у Ред бул. У својој првој години у Ред булу, Фетел је завршио сезону као најмлађи возач икада који је завршио на другом мјесту. Наредне године, постао је најмлађи свјетски шампион формуле 1; исте године је помогао Ред булу да освоји прву титулу у конкуренцији конструктора. Освојио је још три шампионата заредом, поставши најмлађи двоструки, троструки и четвороструки шампион формуле 1. Титуле освојене 2010 и 2012 одлучене су на последњој трци, 2010. је побиједио испред Фернанда Алонса, док је 2012. поново побиједио Алонса, за три поена. У сезонама 2011 и 2013, Фетел је доминирао и титуле је осигурао рано.
Након што је завршио пети 2014. године, активирао је клаузулу и раскинуо уговор са Ред булом. Недуго након тога, објављено је да је потписао трогодишњи уговор са Фераријем, који је касније продужен до краја 2020. године. У првој години у болиду Ферарија — 2015, остварио је три побједе и био најближи изазивач Мерцедесу, завршивши трећи у конкуренцији возача, иза Луиса Хамилтона и Ника Розберга. Године 2016 завршио је четврти, иза двојца Мерцедеса — Розберга и Хамилтона и иза Данијела Рикарда, не успјевши да оствари ниједну побједу ни пол позицију. Године 2017 остварио је пет побједа и био је лидер шампионата већи дио, али је због слабих вожњи у другом дијелу пао на друго мјесто и на Великој награди Мексика, Хамилтон је осигурао титулу. Године 2018, остварио је поново пет побједа и био је лидер у првом дијелу шампионата, али је на крају завршио други, иза Хамилтона, који је титулу поново обезбиједио у Мексику. У сезони 2019, остварио је једну побједу и завршио је на петом мјесту у шампионату. Прије почетка сезоне 2020, која је због пандемије вируса корона била одложена до јула, Ферари је објавио да уговор са Фетелом неће бити продужен након 2020. Сезону 2020 завршио је на 13 мјесту у шампионату, са 33 бода, уз једно треће мјесто, након чега је прешао у тим Астон Мартин за 2021.
Поред бројних рекорда које држи као најмлађи возач, Фетел је тренутно на трећем мјесту на листи возача са највише освојених трка (53), иза Луиса Хамилтона и Михаела Шумахера, на трећем мјесту по броју подијума (121), такође иза Хамилтона и Шумахера, и на четвртом мјесту по броју пол позиција (57), иза Хамилтона, Шумахера и Аиртона Сене.

## Дјетињство и приватни живот
Фетел је рођен у Хепенхајму, тадашњој Западној Њемачкој, од родитеља Норберта и Хејке Фетел. Има млађег брата Фабијана и двије старије сестре, Меланија, која је зубни техничар и Стефани, која је физиотерапеут. Фетел је у интервјуу изјавио да је био ужасан у школи, али да је прошао абитур испит (који се полаже на крају средње школе) у гимназији Старкенбург са задовољавајућом оцјеном. Изјавио је да су му хероји у дјетињству били Михаел Шумахер, Мајкл Џордан и Мајкл Џексон, напоменувши да је хтио да буде пјевач као Мајкл Џексон, али је схватио да не може јер нема глас. Фетел је такође фан Битлса, од којих има неколико плоча, укључујући Abbey Road, док му је омиљена пјесма "Drive My Car". У интервјуу за Топ гир, изјавио је да је фан британске комедије, као што је Little Britain и Монти Пајтон — Житије Брајаново. Живи у Тургауу, Швајцарска и навијач је фудбалског клуба Ајнтрахт Франкфурт. Описао је себе као такмичарски настројеног, тајновитог и нестрпљивог. Појавио се у реклами за Head & Shoulders и позајмио је глас лику Себастијану Шнелу у верзији филма Cars 2, снимљеног за њемачко говорно подручје.
Фетел је у браку са Ханом Пратер, другарицом из дјетињства. У јануару 2014. године добио је прву кћерку, Емили, док је у септембру 2015. године добио другу кћерку, Матилду. Часопис Форбс је 2015. процијенио његову годишњу зараду на 44 милиона долара. Од возача из формуле 1, Кими Рејкенен, његов сувозач у Ферарију у периоду од 2015. до 2018. му је близак пријатељ. Фетел такође има пријатељске односе са Михаелом Шумахером и Ником Розбергом, са којим је у више наврата показао да има блиско и хумористичко пријатељство.
Себастијанов млађи брат, Фабијан, је такође возач, такмичио се у Ауди купу 2017, завршивши девети.

## Јуниорска каријера
Фетел је почео да се бави картингом од малих ногу, са три године и већ са осам возио је картинг серије. Са 11 година придружио се јуниорском тиму Ред була, 1998. године, са којим је освојио неколико титула, укључујући Монако картинг куп за јуниоре 2001. Године 2003 промовисан је у возача формуле и 2004. је освојио Формула БМВ шампионат у Њемачкој, са 18 побједа на 20 трка. Након што је импресионирао у својој првој сезони, Дерик Вокер му је пружио шансу да тестира ауто Рејнард мотоспорта, у дводневном приватном тесту на стази Хоместед–Мајами.
Године 2005, возио је за Мике мотоспорт тим у формула 3 евро серији за јуниоре. Сезону је завршио на петом мјесту, са 63 бода, добивши признање за најбољег дебитанта. Као награду за добре вожње добио је прилику да тестира болид Вилијамса 27. септембра. Касније је добио прилику да тестира болид БМВ Заубера. Возио је за тим Рејсинг Инжињеринг на једној трци шпанске формуле 3 у Албасетеу.
Године 2006. постао је тест возач за БМВ Заубер у формули 1, док је наставио такмичење у јуниорској конкуренцији; остварио је неколико побједа, али није освојио ниједно првенство.
У својој другој сезони у евросерији формула 3, завршио је други, иза сувозача Пола ди Ресте. Такође, дебитовао је у Формула рено серији 3.5, на стази Мизано у Италији, гдје је првобитно завршио трећи, али је промовисан на друго мјесто, након што је побједник, Пастор Малдонадо, дисквалификован. На наредној трци, на стази Спа Франкоршамп у Белгији, прст му је замало одсјечен у незгоди када су одлетјели остаци испред, због чега се очекивало да ће паузирати неколико недеља. Ипак, успио је да се опорави и да вози на Зандворт стази наредне недеље, завршивши на шестом мјесту. Одвезао је трећи најбржи круг на стази и добио је подршку власника тима Фредерика Васоа, који је изјавио: „био сам импресиониран, сигурно, јер на почетку недеље био сам сигуран да неће возити. Али показао је добру форму на првој тренинг сесији. Не могу да замислим да је 100 посто спреман, али барем знамо да можемо да будемо конкурентни на следећој трци формула 3 евросерије на Нирбургрингу следећег викенда, то је важно”.
Такмичио се у формула рено 3.5 серији 2007. године и остварио је прву побједу на стази Нирбургринг. Био је водећи у првенству, када је добио позив за стално у формули 1. Његово мјесто заузео је Мајкл Амермилер.

## Формула 1

### 2006–2007: БМВ Заубер
Фетел је постао трећи возач БМВ Заубера за Велику награду Турске 2006. године, када је Роберт Кубица именован за другог возача на трци за Велику награду Мађарске, умјесто Жака Вилнева. На свом дебију као тест возач поставио је најбрже вријеме на другом слободном тренингу петком, прије трке. У том тренутку постао је најмлађи возач у формули 1 који је учествовао на Гран при викенду, са 19 година и 53 дана, што је касније надмашио Макс Верстапен. Такође, добио је прву казну од 10 секунди у каријери, због прекорачења брзине при изласку из бокса. На другој тренинг серији, пред трку за Велику награду Италије 2006, поставио је најбоља времена на оба тренинга у петак, у викенду у којем су сва возила БМВ-а била брза, док је Роберт Кубица трку завршио на подијуму.
Фетел је потврђен као тест возач БМВ Заубера за 2007. годину. Након неколико озбиљних удеса Кубице на трци за Велику награду Канаде, Фетел га је замијенио на трци за Велику награду Сједињених Држава. Трку је почео на седмом, док је завршио на осмом мјесту, освојивши своје прве бодове и поставши најмлађи возач у историји формуле 1 који је освојио бодове, са 19 година и 349 дана, срушивши рекорд који је претходно држао Џенсон Батон, који је прве бодове освојио са 20 година и 67 дана, када је завршио на шестом мјесту на Великој награди Бразила 2000. године.

### 2007: Прелазак у Торо Росо
На дан 31. јула 2007. године, БМВ Заубер је пустио Фетела да пређе у Ред булов тим – Торо Росо, умјесто Скота Спида, као један од њихових возача за Велику награду Мађарске, с обзиром на то да је већ био под уговором са Ред булом. Зарадио је око 165.000 за завршену сезону у Торо Росу. Прије трке, такође је објављено да ће Фетел 2008 возити за Торо Росо, заједно са Себастјеном Бурдеом.
Мучио се на првих неколико трка са новим тимом, али је имао двије добре вожње. На трци за Велику награду Јапана, био је на трећем мјесту, иза Луиса Хамилтона и Марка Вебера. Ишао је ка свом првом подијуму за тим, када је ударио у болид Марка Вебера док је на стази било возило безбједности, због чега су и он и Вебер морали да напусте трку. Након трке Вебер је за ITV изјавио: „он је дијете зар не... дјеца без довољно искуства – урадите добар посао и онда они све упрскају.” Вебер је такође посебно критиковао вожњу Луиса Хамилтона, која је допринјела судару. Фетел је првобитно кажњен са помјерањем за десет мјеста на следећој трци, али је казна укинута након што је постављен видео на јутјубу, који показује да је удес узроковао Хамилтон својом вожњом иза безбједоносног возила. Фетел је недељу дана касније, на Великој награди Кине стартовао са 17 мјеста и завршио је трку на четвртом мјесту, што је његов најбољи резултат, као и најбољи резултат тима. Сезону је завршио са пет бодова, што је најбољи резултат Торо Роса.
Власник Ред була, Дитрих Матешиц, истакао је да вјерује да ће Фетел бити велика звијезда формуле 1 у будућности, изјавивши: „Фетел је један од младих момака са изванредним потенцијалом. Брз је, интелигентан и веома је заинтересован за техничку страну.”

### 2008: Прва побједа
Након прве четири трке у сезони 2008, Фетел је био једини возач који није завршио ниједну трку. На три трке повукао се већ у првом кругу, због инцидената који су изазвали други возачи, док је на другој трци у сезони, Великој награди Малезије одустао због проблема са мотором. На петој трци у сезони, на Великој награди Турске, завршио је 14 у квалификацијама. Већ у првом кругу трке сударио се са Адријаном Зутилом, због чега су обојица морала у бокс; завршио је на 17 мјесту, што је била његова прва трка коју је завршио у сезони. На наредној трци, Великој награди Монака, освојио је прве бодове у сезони, завршивши на петом мјесту, након што је квалификације завршио на 17 мјесту. Наредну трку, Велику награду Канаде, стартовао је из бокса, јер је на трећем слободном тренингу у петак слупао болид и није могао да вози у квалификацијама. Завршио је осми и освојио један бод, након борбе са Хејкијем Ковалајненом у последњих неколико кругова. Велику награду Француске завршио је на 12 мјесту, након чега је морао да се повуче са Велике награде Велике Британије већ у првом кругу, због судара са Дејвидом Култардом. На десетој трци у сезони, Великој награди Њемачке, завршио је осми, испред Јарна Трулија, освојивши један бод, док се са Велике награде Мађарске повукао у току 22 круга због проблема са мотором. На Великој награди Европе, воженој у Валенсији, био је најбржи на првом слободном тренингу, док је у квалификацијама заузео шесто мјесто, на којем је и завршио трку, двије секунде иза Јарна Трулија. Технички директор Торо Роса изјавио је да се нешто промијенило у Валенсији: „изненада је Фетел схватио нешто око тога како возити болид формуле 1 брже. То је направило велику разлику, не само у брзини коју је могао да откључа, већ и у његовим способностима да ради то константно.”
Прву побједу у каријери остварио је на Великој награди Италије, поставши тако најмлађи побједник неке од трка формуле 1 у историји. Са 21 годином и 74 дана, Фетел је срушио рекорд Фернанда Алонса за 317 дана; Алонсо је 2003. године побиједио на Великој награди Мађарске са 22 године и 26 дана. Фетел је у Монци био лидер већи дио трке и побиједио је са 12 секунди испред Хејкија Ковалајнена. То је била прва побједа и први подијум за Торо Росо тим. Раније током викенда, постао је најмлађи возач који је освојио пол позицију на некој од трка, након што је поставио најбржа времена у другом и трећем кругу квалификација. Директор Торо Роса, Герхард Бегер, након Фетелове побједе рекао је: „као што је доказао данас, може да побјеђује на тркама, али он ће да освоји свјетски шампионат. Он је кул момак”. Хамилтон је похвалио његову вожњу, изјавивши „како је добар”. Због природе његове побједе и приче о његовој каријери, њемачки медији назвали су га „бејби Шуми”, по седмоструком шампиону формуле 1 Михаелу Шумахеру, али је Фетел одбацио таква поређења, изјавивши: "поредити мене са Михаелом Шумахером је просто смијешно... Биће тешко у нормалним условима за нас да поновимо његова достигнућа". У наставку сезоне завршио је пети на Великој награди Сингапура и седми на Великој награди Јапана, али му је додијељено шесто мјесто након што је Бурде кажњен са 25 секунди због контакта са Фелипеом Масом.
На Великој награди Бразила, Фетел је претекао Хамилтона по киши у последњем кругу за пето мјесто и изгледало је као да је донио титулу Фелипеу Маси, али је Тимо Глок драстично успорио због лоших гума, што су искористили Фетел и Хамилтон да га обиђу; Фетел је трку завршио на четвртом мјесту, док је Хамилтон захваљујући петом мјесту освојио титулу бод испред Масе.
Сезону је завршио на осмом мјесту у шампионату, са 35 бодова, добивши признање за рукија године.

### 2009: Прелазак у Ред бул
На почетку 2009. године, Фетел је прешао у Ред бул, у којем је замијенио Дејвида Култарда, који је завршио каријеру. Сезона је почела трком за Велику награду Аустралије, коју је стартовао са трећег мјеста; већи дио трке провео је на другом мјесту, али се сударио са Робертом Кубицом два круга прије краја, због чега су обојица напустила трку. Фетел је покушао да заврши трку на три точка, иза возила безбједности, да би освојио бодове, али морао је да се повуче. Сматрао је да може да остане на стази док су жуте заставе, јер је забрањено претицање, али умјесто тога добио је казну да наредну трку стартује десет мјеста иза времена које оствари. Ред бул је такође кажњен због тога што су дали Фетелу инструкције да остане на стази. На наредној трци, Великој награди Малезије, квалификације је завршио на трећем мјесту, али је стартовао са 13 мјеста због казне од десет мјеста. Требало је да буде вожено 56 кругова, али је трка прекинута након 33 круга због лоших временских прилика; за коначне резултате према правилима рачунате су позиције остварене након 31 круга. Фетел је излетио са стазе у 30 кругу, у тренутку када је био на осмом мјесту и није завршио трку. На Великој награди Кине узео је пол позицију, прву за Ред бул. Тријумфовао је у Кини испред сувозача Марка Вебера, што је била прва побједа Ред була, а уједно и први пут да су остварили дуплу побједу. Са 21 годином и 287 дана, Фетел је постао најмлађи возач у историји који је забиљежио побједу за два различита тима, након што је 2008. тријумфовао у болиду Торо Роса.
На Великој награди Бахреина завршио је квалификације на трећем мјесту, док је трку завршио на другом мјесту, иза Џенсона Батона, престигавши Јарна Трулија, који је стартовао са пол позиције. Велику награду Шпаније стартовао је са другог мјеста, али је завршио на четвртом, иза Батона, Рубенса Барикела и Вебера. Другу побједу у сезони остварио је на Великој награди Велике Британије, коју је стартовао са пол позиције. Велику награду Њемачке стартовао је са четвртог мјеста и завршио је на другом, иза Марка Вебера, који је остварио своју прву побједу у каријери. Квалификације за Велику награду Мађарске завршио је на другом мјесту, али је морао да се повуче из трке током 30 круга, јер је оштетио болид приликом контакта са Кимијем Рејкененом.
Сезона је настављена на Великој награди Европе, гдје је завршио четврти у квалификацијама, али је поново морао да се повуче са трке, због грешке мотора. То је била друга грешка мотора током викенда. Велику награду Белгије стартовао је са осмог мјеста и успио је да заврши на трећем мјесту, што је био његов шести подијум у сезони. Велику награду Италије стартовао је са деветог мјеста; у борби за осмо мјесто и један бод био је бољи од возача Ферарија, Ђанкарла Физикеле. Велику награду Сингапура стартовао је са другог мјеста, али је добио казну због прекорачења брзине при изласку из бокса у 40 кругу; завршио је трку на четвртом мјесту, иза Луиса Хамилтона, Тима Глока и Фернанда Алонса. На Великој награди Јапана остварио је четврту пол позицију и трећу побједу у сезони, док га је Марк Вебер спријечио да оствари грен слем (пол позиција, побједа, најбржи круг и лидер у сваком кругу), одвезавши најбржи круг у последњем кругу, 0,002 секунде брже од Фетела.
На претпоследњу трку у сезони, Велику награду Бразила, ушао је са 16 бодова мање од водећег Батона и два бода иза Барикела. Трку је стартовао са 16 мјеста, док је Батон стартовао са 14 мјеста. Фетелу је било потребно да заврши барем на другом мјесту да би задржао шансе за титулу. Завршио је на четвртом мјесту, Батон на петом и осигурао је титулу, док је Фетел дошао до другог мјеста. На последњој трци у сезони, првом издању Велике награде Абу Дабија, тријумфовао је испред Вебера и Батона. Сезону је завршио на другом мјесту, са 84 бода, 11 иза Џенсона Батона, који је освојио своју прву титулу. Фетел је такође поставио најбржи круг у Абу Дабију, трећи у сезони, по чему се изједначио са Вебером, али је освојио награду ДХЛ најбржи круг због више других мјеста.
На дан 21. августа 2009. године, објављено је да је Фетел продужио уговор са Ред булом до краја 2011. године, са опцијом продужетка за 2012. годину. Опција продужетка уговора је искоришћена касније и Фетел је 14. марта 2011. године продужио уговор до краја 2014. године.

### 2010: Прва титула
Сезона 2010 почела је 14. марта, трком за Велику награду Бахреина, на којој је Фетел освојио пол позицију. Водио је већи дио трке, али је при крају почео нагло да успорава, због чега су га престигла оба Ферарија (Алонсо и Маса) и Хамилтон; унутар тима је касније откривено да је проблем био са свјећицама. До краја трке борио се са Розбергом и успио је да заврши четврти, двије секунде испред Розберга. На Великој награди Аустралије постављен је за предсједника Удружења професионалних возача Формуле 1. У Аустралији је узео другу узастопну пол позицију, испред Вебера, али је морао да напусти трку током 26 круга због проблема са кочницама, у тренутку када је био на првом мјесту. Велику награду Малезије стартовао је са трећег мјеста, иза Вебера и Розберга; већ у првом кругу трке обишао је обојицу, водио је до краја и остварио је прву побједу у сезони, захваљујући чему је стигао до другог мјеста у генералном пласману, са истим бројем бодова као Алонсо, два мање од Фелипеа Масе.
На Великој награди Кине узео је пол позицију, испред Вебера, али је већ на старту Алонсо престигао обојицу, након чега је Фетел изгубио позицију и од Вебера. Велика киша приморала је Фетела и Вебера да истовремено мијењају гуме двапут, због чега су изгубили позиције; трку је завршио на шестом мјесту, побиједио је Батон, који је тако отишао на 15 бодова испред Фетела. Велику награду Шпаније стартовао је са другог мјеста, иза Вебера. Током промјене гума, Ред бул је направио грешку која је Фетела коштала четири секунде и пао је на треће мјесто, иза Хамилтона. Током 54 круга имао је проблема са кочницама, због чега је отишао по земљаном путу и оштетио гуме; морао је у бокс на промјену гума и Алонсо га је престигао. У последњем кругу Хамилтону је пукла гума, ударио је у зид и није могао да настави, захваљујући чему је Фетел трку завршио на трећем мјесту.
Квалификације за Велику награду Монака завршио је на трећем мјесту, иза Вебера и Роберта Кубице. На трци, Фетел је већ на старту обишао Кубицу и остао је на другом мјесту до краја, док је тријумфовао Вебер, донијевши тако дуплу побједу ред булу. Након трке, Вебер и Фетел су били изједначени на првом мјесту у генералном пласману, Вебер је био лидер због већег броја побједа, док је Алонсо био трећи, са три бода мање. На Великој награди Турске, завршио је квалификације на трећем мјесту, иза Вебера и Хамилтона. На трци, након одласка Хамилтона у бокс, Фетел га је обишао. Током 39 круга, Вебер је питао Ред бул да затраже од Фетела да успори, али његов захтјев је одбијен јер су возачи Макларена били близу. Вебер је ушао у мод чувања горива у 40 кругу, док је Фетел сачувао килограм горива и одлучио се за бржа подешавања мотора. Фетел је кренуо утрашњом линијом и поравнао се са Вебером. Како су се приближавали кривини 12, сударили су се у пуној брзини, након чега се Фетел окренуо двапут за 360 степени; обојица су завршила ван стазе, након чега је Фетел замало поново ударио Вебера, док су Хамилтон и Батон преузели водеће позиције. Фетел се повукао због оштећења задњег десног точка, док је Вебер санирао оштећење предњег крила и завршио је трећи. Након трке, обојица су кривили један другог за судар. Директор тима, Кристијан Хорнер, истакао је да Вебер сноси највећу одговорност јер није оставио довољно простора при улазу у кривину, и био је љут на оба возача јер су упропастили потенцијалну 1–2 побједу. Савјетник у тиму, Хелмут Марко, истакао је да тим није фаворизовао Фетела кроз стратегију, додавши да је Фетел морао да нападне да га Хамилтон не би претекао. Ред бул је одржао састанак на свом постројењу у Милтон Кинсу, гдје су ријешили ситуацију. Инцидент између Фетела и Вебера виђен је у медијима као кључни тренутак њиховог ривалства, које је почело када је Фетел 2007. године, на Великој награди Јапана ударио Вебера, због чега су обојица морала да напусте трку.
Велику награду Канаде стартовао је са другог мјеста, иза Хамилтона, након што је Вебер кажњен са пет позиција. Током трке престигли су га Батон и Алонсо и завршио је трку на четвртом мјесту. Велику награду Европе стартовао је са првог мјеста, водио је од почетка до краја и забиљежио другу побједу у сезони, седму у каријери. Захваљујући побједи дошао је до трећег мјеста у генералном пласману, 12 бодова иза Хамилтона. На Великој награди Велике Британије Фетелов и Веберов болид опремљени су са новим дизајном предњих крила. Током трећег тренинга Фетел је оштетио предње крило и дато му је са Веберовог болида. Трку је стартовао са пол позиције, али се већ на старту сударио са Хамилтоном и изгубио позиције: завршио је на седмом мјесту.
Велику награду Њемачке стартовао је са пол позиције. На старту трке, након што је пустио квачило, открио је да има слабо убрзање, али избјегао је гашење мотора. Ударио је у Алонса, у покушају да избјегне зид пиц лејна у првој кривини. Алонсо се вратио на стазу испред Фетела, али иза Масе. Трку је завршио на трећем мјесту, иза Алонса и Масе. Трећи је завршио и у Мађарској, након што је стартовао са пол позиције. Вебер га је престигао док је био у боксу, а затим је кажњен због убрзавања иза возила безбједности, приликом чега је надокнадио десет дужина болида иза Вебера; због казне престигао га је Алонсо и завршио је трку на трећем мјесту. Велику награду Белгије стартовао је са четвртог мјеста, али је ударио Батона у покушају да га обиђе, због чега је Батон морао да одустане. Фетел је наставио, али је Доживио дефект на истом мјесту док је покушао да обиђе Витантонија Луиција. Завршио је на 15 мјесту, што му је најслабији пласман у сезони. Остао је на трећем мјесту у генералном пласману, 31 бод иза Хамилтона, који је тријумфовао у Белгији. Велику награду Италије стартовао је са шестог мјеста, али је завршио на четвртом. Велику награду Сингапура стартовао је са другог мјеста, иза Алонса, гдје је и завршио, 0.293 секунде иза. На Великој награди Јапана доминирао је на свим слободним тренинзима, узео је пол позицију и тријумфовао секунду испред Вебера, остваривши трећу побједу у сезони. Изједначио се са Алонсом на другом мјесту у генералном пласману, 14 бодова иза Вебера. На првој трци за Велику награду Кореје узео је пол позицију, био је лидер до 45 круга, након чега је морао да се повуче због грешке мотора, захваљујући чему је Алонсо тријумфовао и преузео вођство у генералном пласману, двије трке прије краја, 21 бод испред Фетела, који је био на трећем мјесту.
Трку за Велику награду Бразила стартовао је са другог мјеста, али је већ у првој кривини претекао Ника Хилкенберга; остао је лидер до краја трке и забиљежио је четврту побједу у сезони. Смањио је разлику на 15 бодова иза Алонса пред последњу трку, док је Вебер на другом мјесту био седам бодова испред. Са 1–2 побједом у Бразилу, Ред бул је освојио прву титулу у конкуренцији конструктора.Трку за Велику награду Абу Дабија стартовао је са пол позиције, водио од почетка до краја и остварио пету побједу у сезони. Алонсо и Вебер су завршили на седмом и осмом мјесту, захваљујући чему је Фетел освојио своју прву титулу, четири бода испред Алонса, поставши најмлађи шампион у историји формуле 1.

### 2011: Друга титула, највише пол позиција у сезони
Сезона 2011. требало је да стартује у Бахреину, али је трка отказана. На дан 14. фебруара 2011. године, у Бахреину су избили грађански немири, током арапске серије протеста у Сјеверној Африци и Средњем истоку. Као резултат нереда, прво је отказана тренинг сесија GP2 серије, након чега је отказан цијели викенд, укључујући и трку GP2. На дан 21. фебруара, објављено је да је трка формуле 1 отказана због протеста и да ће сезона стартовати у Аустралији. На састанку одржаном 3. јуна, договорено је да се трка одржи 30. октобра, умјесто Велике награде Индије, која је помјерена за 4. децембар, што није наишло на одобравање тимова и возача. Недељу дана касније, званичници Велике награде Бахреина повукли су понуду за одржавање трке, која је званично отказана. Након отказивања сезона је стартовала у Аустралији, гдје је Фетел узео пол позицију и тријумфовао 22 секунде испред Луиса Хамилтона. На другој трци, Великој награди Малезије узео је пол позицију, за десетину секунде испред Хамилтона, док је на трци побиједио испред Џенсона Батона. На Великој награди Кине узео је трећу пол позицију заредом; на трци је доминирао, али услед поквареног радија и лоше комуникације са тимом, одрађена је лоша промјена гума, због чега га је Хамилтон престигао у 52 од 56 кругова и тријумфовао. Након другог мјеста у Кини, Хамилтон је смањио предност Фетела у шампионату на 21 бод.
На Великој награди Турске имао је мало времена за тренинг током петка, гдје је на првој тренинг сесији ударио у баријере због чега је сесија завршена. И поред мало времена за тренинг, узео је четврту пол позицију на прве четири трке и остварио трећу побједу у сезони; водио је од почетка до краја, са изузетком 12 круга, када је због одласка у бокс Батон био лидер. Квалификације за Велику награду Шпаније завршио је други, иза Вебера; није могао да користи КЕРС, који је престао да ради. На трци, преузео је вођство у 24 кругу, након чега се смјењивао са Хамилтоном на првом мјесту и тријумфовао је 0.6 секунди испред Хамилтона, са лошим КЕРС-ом. На Великој Награди Монака узео је пол позицију са другим најбољим временом у историји квалификација за Велику награду Монака. Био је лидер до 16 круга, када је отишао у бокс; Ред бул није био спреман за промјену гума, због проблема у радио везама, због чега је остао у боксу дуже и Батон је преузео вођство. Након што је Батон отишао на промјену гума у 33 кругу, Фетел се вратио на прво мјесто са стратегијом једног стајања, али су га Батон и Алонсо достигли у финишу због лоших гума. Током 72 круга, Виталиј Петров је имао удес, због чега је на стазу изашло амбулантно возило и трка је прекинута; током прекида и боравка у боксу била је дозвољена промјена гума, што је Фетел искористио и након што је трка настављена под возилом безбједности, у преосталих неколико кругова успио је да сачува предност и оствари пету побједу на првих шест трка, прву у Монаку.
На Великој награди Канаде, остварио је шесту пол позицију у сезони и прву у Канади, испред Фернанда Алонса и Фелипеа Масе. На трци, водио је од почетка до краја, са изузетком 20 круга, када је због одласка у бокс Маса био лидер. Возило безбједности је на стазу излазило шест пута; због велике кише, трка је прекинута у 26 кругу, прекид је трајао два сата. Трка је настављена под возилом безбједности, које се задржало седам кругова, након чега је Фетел добром вожњом поново стекао велику предност. Његова предност смањила се сваки пут када је возило безбједности изашло на стазу; са доста свјежијим гумама, Батон је напао Фетела у последњем кругу, обишао га на шестој кривини и тријумфовао. Фетел је завршио други и након трке је имао 60 бодова испред Батона.
На Великој награди Европе, ФИА је почела са примјеном забране мапирања мотора, што су неки медији видјели као покушај ФИЕ да прекине доминацију Фетела. Промјене нису утицале на Фетела, који је узео пол позицију са најбољим временом у историји квалификација на стази у Валенсији. Доминирао је трком, побиједио је десет секунди испред Алонса, одвезавши најбржи круг трке, што је био његов први хет трик у каријери. То је била његова шеста побједа на првих осам трка, поставши тако први возач у историји формуле 1 који је завршио на прва два мјеста првих осам трка и који је побиједио на барем шест.
Пред Велику награду Велике Британије, ФИА је увела нову промјену, у вези издувних дифузора. Из Ред була су изјавили да их то кошта око пола секунде по кругу. Пол позицију узео је Марк Вебер, 0.032 секунде испред Фетела. Фетел је имао бољи старт и већ у првом кругу преузео је вођство. Током 27 круга отишао је у бокс, заједно са Алонсом, али је грешка механичара ред була омогућила Алонсу да преузме вођство, док је Фетел на стазу изашао иза Хамилтона, који га је успорио и Алонсо је стекао велику предност. Из Макларена су поручили Хамилтону да мора да штеди гориво, због чега је успорио и омогућио Фетелу и Веберу да га престигну. Из Ред була су поручили Веберу да држи позицију, што је он игнорисао и нападао је Фетела, али безуспјешно. Фетел је завршио други, 16 секунди иза Алонса, повећавши предност на 80 бодова испред Вебера.
Низ од 14 трка заредом које је стартовао са једне од прве двије позиције и 11 трка заредом које је завршио на прве двије позиције прекинут је у Њемачкој. Квалификације је завршио на трећем мјесту, иза Вебера и Хамилтона. На трци, Алонсо га је престигао већ у првом кругу и до краја није био близу борбе за подијум, завршио је на четвртом мјесту. На Великој награди Мађарске узео је пол позицију, али су га на трци, већ у петом кругу, обишли Хамилтон и Батон. Хамилтон је због кише морао више пута у бокс и Фетел је дошао до другог мјеста, на којем је и завршио трку, три секунде иза Батона. На Великој награди Белгије узео је пол позицију, али је већ у првом кругу Нико Розберг, који је стартовао са петог мјеста, преузео вођство након два инцидента. На чело колоне дошао је поново у трећем кругу, а затим се смјењивао у вођству са Хамилтон, Алонсом и Батоном, до 32 круга, када је преузео вођство и сачувао га до краја, побиједивши три секунде испред Вебера, остваривши седму побједу у сезони. На Великој награди Италије узео је десету пол позицију у сезони, поставши први возач након Ајртона Сене који је у двије различите сезоне остварио барем десет пол позиција. На трци, већ у првом кругу обишао га је Алонсо; у четвртом кругу вратио се на прво мјесто, које је задржао до краја и побиједио девет секунди испред Батона, повећавши предност у генералном пласману на 112 бодова испред Вебера. На Великој награди Сингапура узео је пол позицију, водио је од почетка до краја и побиједио секунду испред Батона, упркос томе што је возило безбједности истопило његову предност од 22 секунде. Пет трка прије краја, једино је Џенсон Батон остао у борби за титулу, 124 бода иза Фетела.
Пред трку за Велику награду Јапана, Фетелу је био потребан само један бод да обезбиједи другу узастопну титулу. У квалификацијама, узео је пол позицију, 12 у сезони, пету заредом, 0.009 секунди испред Батона. На трци водио је до другог одласка у бокс, што је искористио Батон да преузме вођство. Остао је на другом мјесту након рестарта под возилом безбједности, али су му гуме биле истрошене и Алонсо га је обишао. Покушао је да се бори за друго мјесто, али након неколико неуспјешних покушаја, из тима су му јавили да чува позицију. Завршио је на трећем мјесту, што је било довољно да обезбиједи другу узастопну титулу, четири трке прије краја, поставши осми возач који је освојио двије титуле заредом. Велику награду Кореје стартовао је са другог мјеста, иза Хамилтона, али га је већ у првом кругу обишао. Водио је до краја и остварио десету побједу у сезони, поставши тек други возач који је остварио барем десет побједа у једној сезони, након Михаела Шумахера. Вебер је трку завршио на трећем мјесту, захваљујући чему је Ред бул обезбиједио титулу у конкуренцији конструктора, три трке прије краја сезоне. На првој трци за Велику награду Индије узео је пол позицију, водио је од почетка до краја, остваривши једанаесту побједу у сезони; у последњем кругу одвезао је најбржи круг, за први грен слем у каријери, упркос наредби из тима да не ризикује побједу.
На Великој награди Абу Дабија остварио је 14 пол позицију у сезони, изједначивши рекорд Најџела Мансела из 1992 са највише пол позиција у једној сезони. Стартовао је добро, али му се у другој кривини пробушила гума; вратио се на стазу, али је морао да одустане, што је његово прво одустајање још од трке за Велику награду Кореје 2010. године. На трци за Велику награду Бразила забиљежио је 15 пол позицију у сезони, чиме је поставио нови рекорд, са највише пол позиција у једној сезони у историји формуле 1. Неколико пута у току трке смјењивао се у вођству са Вебером, који га је обишао у 60 кругу и тријумфовао. Фетел је последњу трку у сезони завршио на другом мјесту. Сезону је завршио са 15 пол позиција, 11 побједа и 17 подијума из 19 трка, освојивши рекордних 392 бода.

### 2012: Трећа титула
Фетел је сезону 2012 провео у Ред булу, заједно са Марком Вебером. Сезона је стартовала у марту у Аустралији. Квалификације је завршио на шестом мјесту, док је трку завршио на другом, двије секунде иза Батона, након што је престигао Хамилтона док је на стази било возило безбједности. Квалификације за Велику награду Малезије завршио је на шестом мјесту, али је стартовао са петог јер је Кими Рејкенен кажњен са пет позиција. Због невремена и велике кише, трка је прекинута у деветом кругу, прекид је трајао 50 минута. Фетел је већину времена провео на четвртом мјесту, али се у 47 кругу сударио са возачем ХРТ-а, Нараином Картикејеном, због чега је морао у бокс изгубио је позиције; на стазу се вратио на 12 мјесту, док је трку завршио на 11 мјесту након што је Пастор Малдонадо напустио трку због грешке мотора. Картикејен је накнадно кажњен са 30 секунди и завршио је трку на последњем мјесту. Након трке, Фетел је критиковао вожњу Картикејена, изјавивши да је „идиот” и „краставац”. Картикејен му је узвратио назвавши га „плачљивом бебом”. Касније је Картикејен позвао Фетела на примирје, истакао је да поштује његове способности, изјавивши: „мислим да треба да се носимо са овим зрело и да заборавимо то”. Квалификације за Велику награду Кине завршио је на 11. мјесту, што је био први пут да је квалификације завршио ван топ десет од Велике награде Бразила 2009. године. На трци је дошао до другог мјеста на седам кругова до краја, али се стратегија од два стајања показала као погрешна јер су се гуме истрошиле и завршио је трку на петом мјесту.
Прву пол позицију у сезони остварио је на Великој награди Бахреина. Водио је од почетка до краја, са изузетком два круга због одласка у бокс; успио је да се одбрани од Кимија Рејкенена и остварио је прву побједу у сезони, захваљујући чему је прешао у вођство у генералном пласману. Велику награду Шпаније стартовао је са седмог мјеста, а завршио је на шестом; побиједио је Пастор Малдонадо, који је тако постао први венецуелански побједник неке трке формуле 1 у историји. Фетел је задржао водећу позицију у шампионату, али са истим бројем бодова као Алонсо. Квалификације за Велику награду Монака завршио је на деветом мјесту, док је на трци напредовао за пет позиција и завршио је на четвртом мјесту.
Другу пол позицију узео је на Великој награди Канаде, али је на трци пао на треће мјесто након првог одласка на промјену гума; у финишу је морао још једном да мијења гуме и завршио је на четвртом мјесту. На Великој награди Европе узео је трећу пол позицију у сезони и 33 у каријери, чиме се изједначио са Аланом Простом и Џимом Кларком на трећем мјесту по броју пол позиција. На трци, водио је убједљиво, са преко 20 секунди, али је због судара Жан Ерика Верњеа и Хејкија Ковалајнена у 27 круга на стазу морало да изађе возило безбједности, што је истопило Фетелову предност. Након повлачења возила безбједности, морао је да напусти трку у 33 кругу због проблема са алтернатором.
Квалификације за Велику награду Велике Британије завршио је на четвртом мјесту, након што су квалификације биле прекинуте на сат времена због огромне кише. На трци, која је вожена по киши, имао је лош старт и пао је на пето мјесто. У наставку је успио да дође до подијума, завршио је трећи, иза Вебера и Алонса. Велику награду Њемачке стартовао је са другог мјеста, иза Фернанда Алонса. На трци, прије трећег одласка у бокс изгубио је вријеме обилазећи Хамилтона за цијели круг, а након одласка на промјену гума престигао га је Џенсон Батон. У последњем кругу успио је да престигне Батона и заврши на другом мјесту, иза Алонса. Након трке, утврђено је да је био ван стазе приликом претицања Батона, због чега је кажњен са 20 секунди и завршио је трку на петом мјесту. Велику награду Мађарске стартовао је са трећег мјеста, иза Луиса Хамилтона и Ромена Грожана. На трци, покушао је на другом скретању да престигне Грожана, али је блокиран, што је искористио Батон да га обиђе. Фетел је Батона обишао у 39 кругу и завршио је трку на четвртом мјесту, након чега је заостајао 42 бода иза Алонса у шампионату. Квалификације за Велику награду Белгије завршио је на 11 мјесту, али је стартовао са десетог због казне Веберу од пет мјеста. На старту трке избјегао је судар који се догодио испред њега и први круг завршио је на 12 мјесту, након чега је успио да се пробије и заврши трку на другом мјесту, иза Батона, који је био лидер од почетка до краја. Квалификације за Велику награду Италије завршио је на шестом мјесту, али је стартовао са петог након што је Пол ди Реста кажњен са пет позиција због нерегуларне промјене мјењача. На трци, у четвртом кругу обишао је Михаела Шумахера и дошао до четвртог мјеста; у 26 кругу, Алонсо је покушао да обиђе Фетела, који се помјерио у спољашњу страну и истјерао Алонса ван стазе, због чега је кажњен дужим задржавањем у боксу и на стазу се вратио на деветом мјесту. Дошао је до шестог мјеста, али је у 47 кругу, пет кругова прије краја, морао да напусти трку због проблема са алтернатором.
Након паузе, следећа трка вожена је крајем септембра у Сингапуру, гдје је квалификације завршио на трећем мјесту. На старту трке претекао је Малдонада, док је у 23 кругу Хамилтону отказао мјењач и морао је да напусти трку, захваљујући чему је Фетел преузео прво мјесто и сачувао га до краја, остваривши другу побједу у сезони, прву након десет трка. На Великој награди Јапана узео је четврту пол позицију у сезони, четврту заредом у Јапану. Водио је од почетка до краја и побиједио је 20 секунди испред Фелипеа Масе, уз најбржи круг трке. Фернандо Алонсо и Кими Рејкенен сударили су се у првом кругу, због чега је Алонсо морао да напусти трку и Фетел је смањио заостатак на четири бода. Велику награду Кореје стартовао је са другог мјеста, иза сувозача Марка Вебера. Већ у првом кругу, на првој кривини обишао је Вебера, задржао је вођство до краја и остварио трећу побједу заредом, четврту у сезони. Преузео је прву позицију у шампионату, са шест бодова испред Алонса, који је завршио трећи у Кореји. Јужнокорејски репер Сај, који је раније током године снимио популарну пјесму „Gangnam Style“, позван је од стране организатора да маше заставом која означава крај трке. На Великој награди Индије узео је пол позицију, испред Вебера, водио је од почетка до краја и тријумфовао је девет секунди испред Алонса, остваривши другу побједу заредом у Индији и четврту заредом у сезони. Након побједе повећао је предност на 13 бодова испред Алонса, три трке прије краја.
У квалификацијама за Велику награду Абу Дабија, Фетел је поставио треће најбрже вријеме, али му није остало довољно горива за узорак, због чега је морао да заустави возило на путу у бокс; Ред бул је детектовао проблем са пумпом, који су отклонили, због чега је Фетел кажњен и трку је морао да стартује из бокса. Брзо се пробијао са последњег мјеста и у 24 кругу дошао је у зону бодова, на десето мјесто. У 25 кругу обишао је Шумахера за осмо мјесто, а након одласка неколико возача на промјену гума дошао је до другог мјеста; након што је и сам мијењао гуме, вратио се на стазу на четвртом мјесту, испред Ромена Грожана, који је због судара са Вебером морао да напусти трку. У 52 кругу обишао је Батона и завршио је трећи, иза Рејкенена и Алонса. Двије трке прије краја разлика је била десет бодова. Трку за Велику награду Сједињених Америчких Држава стартовао је са пол позиције. Водио је до 42 круга, када га је обишао Хамилтон; водили су борбу до краја, али је Фетел завршио други, 0.6 секунди иза. Алонсо је завршио трећи и Фетел је повећао предност на 13 бодова пред последњу трку. Последња трка у шампионату вожена је у Бразилу. Квалификације је завршио на шестом мјесту, док се на трци већ у првом кругу сударио са Бруном Сеном, због чега је морао у бокс и пао је на 22 мјесто. У наредних неколико кругова почела је да пада киша, због чега је много возача отишло на промјену гума, што се показало као лош потез јер је киша брзо престала и морали су поново на промјену гума; Фетел је дошао до четвртог мјеста. Када је киша почела да пада поново, Фетел је отишао на промјену гума, али због лоше радио везе тим није био спреман и остао је у боксу дуже од очекиваног. У финишу је престигао Шумахера за шесто мјесто, док је Алонсо завршио други и Фетел је освојио трећу титулу заредом, три бода испред Алонса. Фетел је тако са 25 година постао најмлађи троструки шампион у историји, срушивши рекорд Ајртона Сене, који је трећу титулу освојио 1991, са 31 годином. Такође је постао трећи возач након Хуана Мануела Фанђа и Михаела Шумахера који је освојио три титуле заредом. О изједначавању рекорда са Сеном изјавио је: "освојити ту трећу титулу овдје, одакле је мој највећи идол, Ајртон Сена, је веома тешко замислити. Придружио сам се њему и другим великим именима освајањем три узастопне титуле". У августу 2018. директор Ред була, Кристијан Хорнер открио је да је Фетел осјетио да је Вебер крив за његов лош старт трке у Бразилу, гурнувши га у зид на првој кривини трке.

### 2013: Четврта титула, девет побједа заредом
Пету сезону у Ред булу стартовао је пол позицијом у Аустралији, испред Вебера. На трци био је лидер до 14 круга, када је отишао у бокс и прво мјесто је преузео Адријан Зутил, који није ишао на промјену гума; Фетел није успио да га обиђе, захваљујући чему су Маса и Алонсо смањили заостатак. У 21 кругу Фетел и Зутил су отишли у бокс, Маса је био лидер до одласка на промјену гума, након чега је Фетел престигао Зутила за пето мјесто. У 43 кругу Рејкенен је преузео вођство, које је сачувао до краја и освојио трку, док је Фетел завршио трећи, 22 секунде иза. Трку за Велику награду Малезије стартовао је са пол позиције, испред Фелипеа Масе. На трци се неколико пута смјењивао у вођству са Вебером и Батоном, након чега је Вебер прешао на прво мјесто у 35 кругу. Фетел је добио наређење из тима да не обилази Вебера, али га је игнорисао и обишао га је 11 кругова прије краја, остваривши прву побједу у сезони. Вебер је био изнервиран након трке, док директор тима, Кристијан Хорнер, није био задовољан Фетеловим поступком, али је истакао да Вебер није слушао тимска наређења неколико пута прије тога, укључујући и трку у Бразилу 2012. Признао је да су се односи између њих погоршали након инцидента. Фетел се извинио за свој поступак, изјавивши да није намјерно игнорисао поредак, упркос тимској наредби да чува позицију. Касније је повукао извињење, изјавивши да му није жао што је побиједио и да се ситуација понови, опет би обишао Вебера, додајући да није осјећао да је Вебер заслужио побједу.
Квалификације за Велику награду Кине завршио је на деветом мјесту, док је трку завршио на четвртом мјесту, прошавши кроз циљ 200 стотинки иза трећепласираног Хамилтона. Велику награду Бахреина стартовао је са другог мјеста, иза Ника Розберга, кога је обишао у трећем кругу трке; прво мјесто изгубио је у 10 кругу, али га је вратио у 15 кругу и задржао до краја, остваривши другу побједу у сезони. Велику награду Шпаније стартовао је са трећег мјеста, а завршио је на четвртом. Велику награду Монака завршио је на другом мјесту, три секунде иза Розберга, који је био лидер током цијеле трке. Велику награду Канаде стартовао је са пол позиције и остварио је убједљиву побједу, 14 секунди испред Алонса, повећавши предност на 36 бодова испред Рејкенена..
Велику награду Велике Британије стартовао је са трећег мјеста, иза возача Мерцедеса, Луиса Хамилтона и Ника Розберга. Већ на старту је обишао Розберга, а у осмом кругу и Хамилтона; био је лидер до 42 круга, када је због проблема са мјењачем морао да напусти трку. Велику награду Њемачке стартовао је са другог мјеста, иза Хамилтона, кога је обишао већ у првом кругу. Након неколико промјена на челу, преузео је вођство у 50 кругу, задржао га је до краја, упркос огромном притиску Рејкенена, за четврту побједу у сезони, прву на домаћој стази у Њемачкој. Велику награду Мађарске стартовао је са другог мјеста, иза Хамилтона. На трци дошао је до првог мјеста у 51 кругу, али је након тога отишао у бокс и завршио је на трећем мјесту, иза Хамилтона и Рејкенена. Пету побједу у сезони остварио је у Белгији, гдје је стартовао са другог мјеста, иза Хамилтона, кога је обишао већ у првом кругу и остао је лидер до краја, остваривши побједу 16 секунди испред Алонса и 27 испред Хамилтона. На Великој награди Италије узео је четврту пол позицију у сезони. Алонсо је преузео вођство у 24 кругу, али се Фетел вратио на чело трке у 27 кругу, гдје је остао до краја, остваривши трећу побједу заредом, повећавши предност на 53 бода испред Алонса у шампионату. На Великој награди Сингапура потпуно је доминирао; стартовао је са пол позиције, водио је цијелу трку и побиједио је 32 секунде испред Алонса, остваривши и најбржи круг. Доминирао је и на Великој награди Кореје; узео је пол позицију испред Луиса Хамилтона, водио је од почетка до краја и остварио је четврту побједу заредом, уз најбржи круг трке. Пет трка прије краја повећао је предност на 77 бодова испред Алонса. Са оствареним грен слемом у Сингапуру и Кореји, постао је тек трећи возач, након Алберта Аскарија и Џима Кларка, који је остварио два грен слема заредом (пол позиција, лидер од почетка до краја и најбржи круг).
Квалификације за Велику награду Јапана завршио је други, иза Вебера. Након неколико обилазака, Фетел је обишао Вебера у 43 кругу и остварио пету побједу заредом, седам секунди испред Вебера. На Великој награди Индије остварио је седму пол позицију у сезони. На трци је доминирао и тријумфовао је 28 секунди испред Розберга, остваривши десету побједу у сезони, шесту заредом. Након побједе у Индији, стекао је 115 бодова испред Алонса и обезбиједио је четврту титулу заредом. На Великој награди Абу Дабија, пол позицију узео је Вебер, док је Фетел завршио други. На трци, Фетел је на првој кривини обишао Вебера и водио је до краја, остваривши седму побједу заредом, 30 секунди испред Вебера. Након трке, Фетел и Вебер су прослављали окретањем кружно, али нису кажњени; исти маневар је Фетел извео након побједе у Индији, када је кажњен и он и Ред бул. Велику награду Сједињених Америчких Држава стартовао је са пол позиције, још једном је доминирао, а прво мјесто препустио је само једном на два круга Ромену Грожану, због одласка у бокс. Побиједио је шест секунди испред Грожана, остваривши осму побједу заредом, чиме је срушио рекорд по броју узастопних побједа у једној сезони, који су држали Михаел Шумахер и Алберто Аскари са по седам. Последња трка у сезони вожена је у Бразилу, Фетел је узео пол позицију испред Розберга. Видио је од почетка до краја трке и побиједио је десет секунди испред Вебера, остваривши девету побједу заредом, укупно 13 у сезони. Са девет узастопних побједа изједначио је рекорд Алберта Аскарија по броју узастопних побједа, Аскари је девет побједа заредом остварио у двије сезоне: шест побједа у финишу 1952 и три на почетку 1953. године. Такође, са 13 побједа изједначио је рекорд Михаела Шумахера по броју побједа у једној сезони из 2004. године. Освојио је четврту титулу заредом са 397 бодова, 155 бодова испред Фернанда Алонса.
У неколико наврата током сезоне гледаоци су звиждали Фетелу, који је открио да то утиче негативно на њега. Прије трке за Велику награду Јапана 2011, Хелмут Марко је изразио жељу да продужи уговор са Фетелом до краја 2016. године, ипак, 13. јуна 2013. године, Фетел је пристао само на продужетак уговора до краја 2015.

### 2014: Сезона без побједе и пол позиције
Од сезоне 2014, возачи бирају јединствени број болида који ће користити у остатку своје каријере у формули 1. Фетел је изабрао број 5, али је као актуелни шампион користио број 1 у сезони 2014. На крају 2013. Марк Вебер је завршио каријеру у формули 1, Фетелов сувозач за 2014. био је Данијел Рикардо, који је промовисан из Торо Роса. Током зимских тестирања Фетел је имао много проблема са кваровима, што се наставило и у квалификацијама за Велику награду Аустралије, прву трку у сезони, гдје је због софтверске грешке завршио на 12 мјесту. Због исте грешке морао је да напусти трку већ након прва три круга. Квалификације за Велику награду Малезије завршио је на другом мјесту, иза Хамилтона, док га је на трци обишао Розберг и завршио је на трећем мјесту, иза оба возача Мерцедеса. Трку за Велику награду Бахреина стартовао је са 11 мјеста, а завршио је на шестом, док су борбу за побједу поново водили возачи Мерцедеса. Велику награду Кине стартовао је са трећег, а завршио је на петом мјесту, након чега се налазио на петом мјесту у шампионату, 46 бодова иза Розберга.
Са проблемима наставио је и на Великој награди Шпаније, гдје није одрадио пуни тренинг петком, због проблема са електроником. Квалификације је завршио на десетом мјесту, али је кажњен са пет позиција због нерегуларне промјене мјењача и стартовао је са 15 мјеста. Успио је да дође до четвртог мјеста, завршио је иза оба возача Мерцедеса и сувозача, Данијела Рикарда. Током квалификација за Велику награду Монака није могао да користи КЕРС, возио је у другом моду и завршио је на четвртом мјесту. Током петог круга морао је да напусти трку због проблема са мотором, што је било његово друго одустајање у сезони. На Великој награди Канаде први пут у сезони завршио је на подијуму, на трећем мјесту, док је Рикардо донио прву побједу Ред булу у сезони. У квалификацијама за Велику награду Аустрије поново је имао проблема, није могао да вози Q3 и трку је стартовао са десетог мјеста. Већ у првом кругу његов болид је изгубио погон, спремао се да одустане, али се погон вратио у другом кругу. Након што је оштетио предње крило, повукао се током 34 круга, трећи пут у сезони. Велику награду Велике Британије стартовао је са другог мјеста, иза Розберга, али је лоше почео и већ у првом кругу су га претекла оба Макларена, Џенсон Батон и Кевин Магнусен. Након борбе са Алонсом и уласка возила безбједности, завршио је на петом мјесту.
Велику награду Њемачке стартовао је са шестог мјеста, а завршио је четврти; обишао је Магнусена и Рикарда, док се Маса повукао. Велику награду Мађарске стартовао је са другог мјеста, али га је већ у првој кривини Валтери Ботас обишао; у првом кругу га је обишао и Алонсо, али је вратио позицију у другом кругу. Након промјена гума, изласка возила безбједности на стазу двапут и грешке у којој је умало ударио у зид, завршио је трку на седмом мјесту, док је Рикардо тријумфовао. Рикардо је побиједио и на наредној трци, Великој награди Белгије, гдје је Фетел завршио пети и његов заостатак у односу на првопласираног Розберга износио је преко стотину бодова. Велику награду Италије стартовао је са осмог мјеста, али се већ у првом кругу пробио на пето. У наставку трке обишао га је Рикардо и завршио је на шестом мјесту. На Великој награди Сингапура остварио је најбољи резултат у сезони, завршио је на другом мјесту, након што је стартовао са четвртог. У 54 кругу, након одласка Хамилтона у бокс, преузео је вођство; то је био први круг у сезони на којем је био у лидерској позицији. Имао је само секунду предности и Хамилтон га је обишао већ у следећем кругу.
Трку за Велику награду Јапана стартовао је са деветог мјеста. Трка је почела иза возила безбједности, а након два круга прекинута је због кише; прекид је трајао 20 минута. У 18 кругу обишао је Ботаса за четврто мјесто. Након што су мијењали гуме други пут, Фетел се на стазу вратио на трећем мјесту, испред Батона и Рикарда. Током 43 круга, Жил Бјанки је изгубио контролу над болидом и слупао се при брзини од преко 200 km на сат; у 46 кругу трка је прекинута и Фетел је завршио на трећем мјесту, иза Хамилтона и Розберга. Бјанки је хитно превезен у болницу, а од посљедица удеса преминуо је 18. јула 2015. године. У октобру вожена је Велика награда Русије по први пут; Фетел је стартовао десети и завршио осми. Велику награду Сједињених Америчких Држава стартовао је из бокса, због промјене погонске јединице, шесте у сезони. Трку је завршио на седмом мјесту, уз најбржи круг, први у сезони. Велику награду Бразила стартовао је са шестог мјеста, а завршио је на петом, престигавши Валтерија Ботаса. Последња трка у сезони била је Велика награда Абу Дабија. Фетел је квалификације завршио на петом мјесту, али је због нерегуларне промјене предњег крила стартовао из бокса. Трку је завршио на осмом мјесту, док је своју другу титулу освојио Луис Хамилтон.
На дан 4. октобра 2014. године, из Ред була су објавили да ће Фетел напустити тим на крају сезоне, годину прије истека уговора. Изјавио је да је током цијеле сезоне имао проблема да се навикне на руковање Ред бул РБ10 болидом, и Пирелијевим новим гумама. Фетел је тако постао први актуелни шампион који наредне сезоне није побиједио ни на једној трци, од Жака Вилнева 1998.

### 2015: Прелазак у Ферари
Фетел је изјавио да би волио да вози за Ферари у неком тренутку у каријери и почеле су гласине да има предуговор са екипом у којем је опција да им се придружи 2014, у зависности од перформанси 2013. године. Ред бул је вјеровао да ће остати у тиму онолико дуго колико буду имали конкурентан болид.
На дан када су Фетел и Ред бул објавили раскид уговора, директор тима, Кристијан Хорнер, изјавио је да ће Фетел потписати за Ферари. Из Ферарија су 20. новембра објавили да су потписали трогодишњи уговор са Фетелом. У истом тренутку објавили су да Фернандо Алонсо одлази из тима и да ће Фетелов сувозач бити Кими Рејкенен.
Фетелу је одбијен захтјев за рани раскид уговора са Ред булом, који је тражио да би тестирао Фераријев болид на стази у Абу Дабију након трке. Упркос томе, присуствовао је тестирању Ферарија, али није возио; Ред бул га није санкционисао. Први пут се појавио у постројењу Ферарија за викенд, 29. и 30. новембра, одвезавши скоро 100 кругова на стази Фјорано, гдје је дао и први интервју као возач Ферарија.

Следећу етапу моје каријере у формули 1 провешћу у Скудерија Ферарију, и за мене то значи да ми се остварује животни сан. Када сам био мали, Михаел Шумахер у црвеном ауту ми је био највећи идол и сада је то невјероватна част да коначно добијем шансу да возим за Ферари. Већ имам малу представу шта значи дух Ферарија, када сам узео прву побједу у Монци 2008, са мотором пропињућег коња направљеног од стране Маринела. Скудерија има велику традицију у овом спорту и ја сам изузетно мотивисан да помогнем тиму да се врати у врх. Уложићу и срце и душу да бих омогућио да се то деси.

Себастијан Фетел о свом животном сну да вози за Ферари.
Деби у болиду Ферарија имао је на Великој награди Аустралије, гдје је завршио трећи, након што је престигао Фелипеа Масу када је овај отишао у бокс; завршио је иза возача Мерцедеса, Луиса Хамилтона и Ника Розберга. Велику награду Малезије стартовао је са другог мјеста, иза Хамилтона, са којим се смјењивао у вођству до 39 круга, када је преузео прво мјесто и сачувао га до краја, остваривши прву побједу у сезони, прву послије више од годину дана и прву за Ферари послије скоро двије године. То је такође била његова 40 побједа, чиме је дошао на побједу иза Ајртона Сене, трећепласираног по броју побједа свих времена. Након побједе, емотивно је говорио о Михаелу Шумахеру, изјавивши да све оно што је Шумахер постигао са Фераријем чини његову побједу још више посебном. Фетел је такође изјавио да му је циљ да освоји шампионат, док је директор Мерцедеса, Тото Волф, изјавио да је Фетел конкурент за титулу и да је Фераријев опоравак преко зиме невјероватан. Велику награду Кине стартовао је са трећег мјеста, иза Хамилтона и Розберга, што је био и коначни поредак трке, његов трећи узастопни подијум.
Био је укључен у мањи судар са Серхиом Перезом током тренинг сесије пред Велику награду Бахреина, оштетивши предње крило приликом изласка из бокса. Тврдио је да се инцидент проузроковала грешка због које није могао да успори возило. Инцидент су истражили стјуади, који су ослободили оптужби оба возача. Квалификације је завршио на другом мјесту, иза Хамилтона, док му се на трци десило више грешака, као и излијетања са стазе, због чега је завршио на петом мјесту. Изјавио је да је изгубио ритам током трке и да није имао довољно поуздања у задњи дио возила, али да остаје позитиван око могућности болида. Велику награду Шпаније стартовао је са трећег мјеста, иза Розберга и Хамилтона. Обишао је Хамилтона и већи дио трке је био на другом мјесту, али захваљујући другачијој стратегији стајања, Хамилтон га је обишао и Фетел је завршио трећи, након чега је заостајао 31 бод иза Хамилтона. Велику награду Монака стартовао је са трећег мјеста, иза Хамилтона и Розберга. Хамилтон је био убједљиво први, са преко 20 секунди испред Розберга, када је у 65 кругу на стазу изашло возило безбједности; Хамилтон је отишао на промјену гума, рачунајући да има довољну предност, али се на стазу вратио иза Розберга и Фетела. Фетел је покушавао да нападне Розберга, није успио да га обиђе и завршио је други, четири секунде иза. Трку за Велику награду Канаде стартовао је са 18 мјеста, јер је кажњен са пет позиција због обиласка под црвеним заставама током трећег тренинга. Трку је почео добро, већ у деветом кругу је дошао до позиције 12, након чега је отишао у бокс; промјена гума трајала је шест секунди и опет се нашао на нижим позицијама. У 23 кругу је дошао до 13 мјеста, а након другог стајања, дошао је до осмог мјеста у 46 кругу. У 56 кругу дошао је до петог мјеста, на којем је и завршио трку.
Велику награду Аустрије стартовао је са трећег мјеста, иза Хамилтона и Розберга. На трећем мјесту био је до 37 круга, када је отишао у бокс, гдје се задржао 13 секунди због проблема са задњим десним точком, због чега га је обишао Маса и завршио је на четвртом мјесту. Након Велике награде Велике Британије, коју је завршио на трећем мјесту, иза Хамилтона и Розберга, заостајао је 59 бодова иза Хамилтона. Велику награду Мађарске стартовао је са трећег мјеста, поново иза двојца Мерцедеса, али су већ у првом кругу и он и Рејкенен обишли возаче Мерцедеса. Фетел је био лидер током цијеле трке и остварио је другу побједу у сезони, 41 у каријери, изједначивши се са Ајртоном Сеном на трећем мјесту. Побједу је посветио Жилу Бјанкију, који је преминуо недељу дана прије трке, од посљедица удеса 2014. године. На половини сезоне заостајао је 42 бода иза лидера шампионата — Луиса Хамилтона; изјавио је да ће тим покушати немогуће да учини могућим у другом дијелу сезоне, али да много посла треба да се одради да би се достигао лидер. Велику награду Белгије стартовао је са деветог мјеста, али је успио да се пробије до трећег. У 42 кругу, мање од два круга до краја трке, предња десна гума му је експлодирала и није могао да заврши трку. Тријумфовао је Хамилтон, који је тако повећао предност на 67 бодова. Након трке, био је фрустриран и говорио је о контроли гума пирелија, назвавши их недопустивим и несигурним, указавши на то да су могле озбиљно да га повриједе, да се експлозија догодила у кривини мало након мјеста гдје се заиста догодила и с обзиром да је то био такав инцидент тог викенда, након што се слично десило Розбергу током тренинга. Такође је био незадовољан сугестијама из Пирелија да се то догађа јер возачи иду превише широко, ударајући у ивичњаке, за шта је рекао да никад то не ради.
Велику награду Италије стартовао је са трећег мјеста, иза Хамилтона и Рејкенена. Рејкенен је на старту остао непомичан и стартовао је тек кад су га сва возила обишла, захваљујући чему је Фетел дошао до другог мјеста, гдје је и завршио. Своје друго мјесто у Монци означио је као најбоље друго мјесто у својој каријери. На Великој награди Сингапура узео је прву пол позицију у сезони, прву у болиду Ферарија и прву пол позицију за Ферари послије три године. Водио је од почетка до краја и тријумфовао је секунду испред Данијела Рикарда, остваривши трећу побједу у сезони, 42 у каријери, престигавши тако Сену на трећем мјесту по броју побједа. Велику награду Јапана стартовао је са четвртог мјеста, али је већ у првом кругу дошао до другог мјеста, обишавши Розберга и Ботаса. Након другог одласка у бокс, Розберг је престигао Фетела, који је трку завршио на трећем мјесту. Велику награду Русије завршио је на другом мјесту, остваривши и најбржи круг трке. С обзиром на то да је Розберг морао да напусти трку, Фетел је дошао до другог мјеста у шампионату, 66 бодова иза Хамилтона. Велику награду Сједињених Америчких Држава стартовао је на петом мјесту, док је на трци дошао до трећег мјеста, иза возача Мерцедеса. Покушавао је да обиђе Розберга, али је завршио на трећем мјесту.
Квалификације за Велику награду Мексика, која је вожена први пут од 1990, завршио је на трећем мјесту, иза Розберга и Хамилтона. Већ у првом кругу ударио је у болид Данијела Рикарда и морао је у бокс; изгубио је доста позиција, али се пробијао и у 18 кругу дошао је до 11 мјеста. У 50 кругу ударио је у баријере и морао је да напусти трку. Трку за Велику награду Бразила стартовао је са трећег мјеста, иза Розберга и Хамилтона, што је био и коначни поредак. Последња трка у сезони била је Велика награда Абу Дабија, коју је стартовао са 16 мјеста. Већ у првом кругу дошао је до 12 мјеста, а у десетом кругу био је на другом мјесту, иза Розберга, јер није ишао на промјену гума. Након одласка у бокс, на стазу се вратио на шесто мјесто, док је трку завршио на четвртом мјесту. Сезону је завршио на трећем мјесту у шампионату, иза Хамилтона и Розберга, са три побједе и 13 подијума; описао је сезону као чудесну.

### 2016: Друга неуспјешна сезона за три године
Сезона 2016 почела је у марту у Аустралији. Квалификације је завршио на трећем мјесту, иза Хамилтона и Розберга. Већ у првом кругу обишао је оба возача Мерцедеса и прешао у вођство, које је у 13 кругу преузео његов сувозач, Кими Рејкенен; у 16 кругу се вратио на прво мјесто, које је изгубио у 36 кругу, када су га обишли Розберг и Хамилтон, и завршио је на трећем мјесту. Квалификације за Велику награду Бахреина завршио је на трећем мјесту, поново иза Хамилтона и Розберга, али није стартовао трку јер му се болид угасио приликом вожње формацијског круга, због грешке мотора. То је био први пут у каријери у формули 1 да није успио да стартује трку. Велику награду Кине стартовао је са четвртог мјеста, иза Розберга, Рикарда и Рејкенена; већ на самом почетку сударио се са Рејкененом, али су обојица могли да наставе и завршио је на другом мјесту. За судар у првом кругу кривио је Данила Квјата, тврдећи да је покушао да избјегне судар са Квјатом, који га је обишао у првој кривини; Квјат је то описао као "тркачки инцидент". Велику награду Русије стартовао је са другог мјеста, иза Розберга, али се већ у првом кругу сударио са Квјатом, након чега је ударио у баријере и морао је да се повуче. Квјат је кажњен са десет секунди и три негативна поена на лиценци. Велику награду Шпаније стартовао је са шестог мјеста, а завршио је на трећем, док је своју прву побједу остварио Макс Верстапен, који је тако постао најмлађи побједник неке од трка формуле 1, срушивши рекорд који је претходно држао Фетел.
Велику награду Монака стартовао је и завршио на четвртом мјесту, Велику награду Канаде стартовао је са трећег мјеста, иза Хамилтона и Розберга; већ у првом кругу обишао је обојицу и био је лидер до десетог круга, када га је обишао Хамилтон. На прво мјесто вратио се у 24 кругу, гдје је остао до 37 круга, када га је Хамилтон поново обишао. Завршио је на другом мјесту, пет секунди иза Хамилтона, док је трећепласирани Валтери Ботас завршио 46 секунди иза. Велику награду Европе стартовао је са четвртог мјеста, а завршио је на другом, 16 секунди иза Ника Розберга. Велику награду Аустрије стартовао је са четвртог мјеста. У 23 кругу обишао је Хамилтона и преузео вођство, али му је у 27 кругу експлодирала гума, ударио је у баријере и морао је да напусти трку. Квалификације за Велику награду Велике Британије завршио је на шестом мјесту, али је добио казну од пет мјеста, због промјене мјењача и стартовао са једанаестог мјеста. У 29 кругу обишао је Квјата за девето мјесто, док је у 38 кругу обишао Фелипеа Масу за осмо мјесто, али је том приликом изгурао са стазе, због чега је кажњен са пет секунди; завршио је на деветом мјесту. Трку за Велику награду Мађарске стартовао је са петог мјеста, а завршио је на четвртом, након чега се налазио на петом мјесту у борби за титулу, 82 бода иза Хамилтона. Велику награду Њемачке стартовао је са петог, а завршио на четвртом мјесту, док је Велику награду Белгије завршио на петом мјесту, након чега је заостајао преко стотину бодова иза Хамилтона и Розберга, који су остали у борби за титулу. Први подијум након пет трка узео је на Великој награди Италије, гдје је завршио трећи, иза Розберга и Хамилтона. Велику награду Сингапура стартовао је са последњег мјеста, кажњен је због коришћења додатних елемената на агрегату. Завршио је на петом мјесту и захваљујући напретку од 17 позиција изгласан је за возача дана по први пут.
Велику награду Малезије стартовао је са петог мјеста, али се већ у првом кругу сударио са Ником Розбергом и морао је да напусти трку. Велику награду Јапана почео је и завршио на четвртом мјесту, остваривши најбржи круг трке, први у сезони. Најбржи круг имао је и на Великој награди Сједињених Америчких Држава, гдје је завршио на четвртом мјесту. Велику награду Мексика стартовао је са седмог мјеста. Покушао је да обиђе Верстапена, који је изашао са стазе и вратио се испред њега. Након трке говорио је о томе уз оптужбе на рачун Верстапена и директора трке, Чарлија Вајтинга, за шта се касније извинио. Завршио је на четвртом мјесту, иза Хамилтона, Розберга и Верстапена. Верстапен је након трке кажњен са пет секунди, због чега је Фетел промовисан на треће мјесто, али након што је био на подијуму, кажњен је са десет секунди и два поена на лиценци због опасне вожње у 69 кругу, блокирајући Рикарда, коме је тако припало треће мјесто, док је Фетел званично завршио на петом мјесту, иза Верстапена. Велику награду Бразила почео је и завршио на петом мјесту! последњу трку у сезони, Велику награду Абу Дабија, завршио је на трећем мјесту, уз најбржи круг. Није остварио ниједну побједу у сезони, завршио је на четвртом мјесту, са 212 бодова и седам подијума, док је прву титулу освојио Нико Розберг.

### 2017: Конкурент за титулу
Сезона 2017 почела је трком за Велику награду Аустралије, коју је стартовао са другог мјеста, иза Хамилтона. У 17 кругу Хамилтон је отишао у бокс и на стазу се вратио иза Верстапена; Фетел је преузео вођство и одлучио је да сачека са одласком у бокс док не изгради довољну предност. Отишао је у бокс у 23 кругу и на стазу се вратио испред Верстапена и Хамилтона. Прво мјесто задржао је до краја, остваривши тако прву побједу након 18 мјесеци и 43 у каријери. Велику награду Кине стартовао је са другог мјеста, иза Хамилтона, стотинку испред Ботаса. Трка је почела по влажним, али доста сувим условима. Фетел је брзо отишао на промјену гума, вратио се на стазу на шестом мјесту, али је био у позицији да преузме вођство јер су сви испред били са гумама за кишу. Ипак, након излијетања са стазе Антонија Ђовинација, изашло је возило безбједности и није могао да направи предност. Дуго је био на четвртом мјесту, иза Рикарда и Рејкенена, али је успио да их обиђе и завршио је на другом мјесту, иза Хамилтона.
Велику награду Бахреина стартовао је са трећег мјеста, иза Ботаса и Хамилтона, и већ на самом почетку обишао је Хамилтона, држећи прикључак за Ботасом до прве рунде одласка у бокс. Као и у Кини, недуго након што је отишао у бокс, возило безбједности је изашло на стазу, али му је то овога пута одговарало и преузео је вођство у 14 кругу. Када је отишао на промјену гума други пут, вратио се на стазу иза Хамилтона, који је отишао у бокс у 41 кругу и Фетел је поново преузео прву позицију, коју је сачувао до краја, остваривши другу побједу у сезони, 44 у каријери, трећу у Бахреину.
На Великој награди Русије узео је прву пол позицију након 18 мјесеци; Рејкенен је био други, што је било први пут да оба возача Ферарија стартују неку трку из првог реда од Велике награде Француске 2008. године. Већ у првом кругу Ботас је обишао обојицу, а Фетел је био лидер неколико кругова након што је Ботас отишао у бокс у 27 кругу. Након што је отишао на промјену гума, Фетел се вратио на стазу иза Ботаса и, упркос бројним нападима, завршио је на другом мјесту, 0.6 секунди иза Ботаса, који је остварио прву побједу у каријери. Иако није дошао до треће побједе у сезони, повећао је своју предност у шампионату на 13 бодова испред Хамилтона, који је завршио на четвртом мјесту. Другим мјестом у Русији, постао је пети возач у историји који је забиљежио 90 подијума у каријери. Велику награду Шпаније стартовао је са другог мјеста, иза Хамилтона, кога је обишао већ у првом кругу. Фетел је био лидер до 14 круга, када је прво мјесто преузео Хамилтон. На водећу позицију вратио се у 25 кругу, а након одлазака у бокс, вратио се на стазу испред Хамилтона, који га је ипак обишао неколико кругова касније и Фетел је другу трку заредом завршио на другом мјесту, након чега је предност над Хамилтоном смањена на шест бодова.
Велику награду Монака стартовао је са другог мјеста, неколико стотинки иза Рејкенена. Лидерску позицију преузео је у 34 кругу, када је Рејкенен отишао у бокс, Фетел је на стази остао пет кругова дуже, изградио велику предност и на стазу се вратио испред Рејкенена, гдје је остао до краја и остварио трећу побједу у сезони. Хамилтон је завршио на седмом мјесту и Фетел је повећао предност на 25 бодова. Фетелова побједа била је прва за Ферари у Монаку након 2001. године, када је тријумфовао Михаел Шумахер.
На Великој награди Канаде завршен је његов низ од шест трка заредом које је завршио на прва два мјеста. Квалификације је завршио на другом мјесту, иза Хамилтона, али је на старту пао на четврто мјесто, након чега се сударио се Верстапеном и оштетио предње крило; отишао је у бокс и на стазу се вратио на последњем, 18 мјесту. Брзо је обилазио возаче и напредовао, дошавши до седмог мјеста на 20 кругова до краја. Обишао је оба возача Форс Индије, Серхија Переза и Естебана Окона, и Рејкенена, који је имао проблема са кочницама и завршио је трку на четвртом мјесту. Велику награду Азербејџана стартовао је и завршио на четвртом мјесту. Након што су се Ботас и Рејкенен сударили већ на почетку, Фетел је дошао на друго мјесто. Трку су обиљежили бројни судари, возило безбједности и црвене заставе; мало прије краја другог периода у коме је возило безбједности било на стази, Фетел је ударио у Хамилтона, оптуживши га да је кочио, али су подаци ФИЕ показали да Хамилтон није користио кочнице. Тренутак касније, Фетел је поново ударио Хамилтона, кад су се спремали за рестарт трке, због чега је добио казну од десет секунди. Хамилтон је морао у бокс неколико кругова прије Фетела, захваљујући чему се Фетел на стазу из бокса вратио испред Хамилтона, завршио позицију испред и повећао предност за два бода. ФИА је истражила њихов инцидент, али Фетел није кажњен додатно; преузео је потпуну одговорност, извинио се јавности и обећао да ће посветити слободно вријеме следећих 12 мјесеци образовним активностима на разним ФИА шампионатима и догађајима.
Велику награду Аустрије стартовао је са другог мјеста, иза Ботаса. Током цијеле трке покушавао је да га обиђе, али је завршио на другом мјесту, 0.6 секунди иза. Хамилтон је завршио на четвртом мјесту и Фетел је повећао предност на 20 бодова, док је Ботас заостајао 35 бодова.
Велику награду Велике Британије стартовао је са трећег мјеста, али је на старту изгубио позицију од Верстапена. Вратио се на треће мјесто током одласка у бокс, али га је Ботас обишао. Рејкенен је имао проблем са гумом, због чега се Фетел вратио поново на треће мјесто, али му је пукла гума у последњем кругу и завршио је на седмом мјесту, захваљујући чему је Хамилтон пришао на бод заостатка. На Великој награди Мађарске узео је другу пол позицију у сезони, трећу у Мађарској и 48 у каријери. Прије трке имао је проблема са хидрауликом, који су отклоњени на вријеме, али је током трке имао проблема са системом за управљање, због чега су га оба Мерцедеса и Рејкенен ставили под притиском. Рејкенен и Верстапен су прелазили у вођство, али је Фетел успио да оствари четврту побједу у сезони, повећавши предност на 14. бодова испред Хамилтона пред љетњу паузу од мјесец дана.
Пред трку за Велику награду Белгије објављено је да је Фетел потписао нови трогодишњи уговор са Фераријем, до краја 2020. године. Рејкенен је такође продужио уговор, али на годину. Трку је почео и завршио на другом мјесту, иза Хамилтона. Квалификације за Велику награду Италије касниле су два и по сата, због кише; завршио је на осмом мјесту, али је трку почео са шестог јер су оба возача Ред була добили казну. Задржао је позицију на старту, а затим је обишао Рејкенена, Ленса Строла и Естебана Окона и дошао до трећег мјеста. Мерцедеси су били бржи скоро секунду по кругу, није могао да их угрози и завршио је трећи, 36 секунди иза. Пао је на друго мјесто у шампионату, три бода иза Хамилтона.
На Великој награди Сингапура узео је трећу пол позицију у сезони. Већ у првом кругу учествовао је у удесу са Рејкененом и Верстапеном; покушао је да настави, али је ударио у зид и морао је да напусти трку. Трку је такође морао да напусти и Рејкенен, и то је био први пут у историји да су оба возача Ферарија напустила трку у првом кругу. Хамилтон је стартовао са петог мјеста, али је избјегао судар у првом кругу, преузео вођство и тријумфовао, повећавши предност испред Фетела на 28 бодова. У квалификацијама за Велику награду Малезије није поставио вријеме због проблема са мотором и стартовао је са последњег мјеста. Трку је завршио на четвртом мјесту, Хамилтон на другом, повећавши предност на 34 бода. Током вожње круга након краја трке сударио се са Стролом, због чега нико није кажњен, али је Фетел оштетио мјењач. Из Ферарија су изјавили да може и даље да се користи, јер би промјена мјењача донијела казну од пет мјеста у квалификацијама за наредну трку.
Велику награду Јапана стартовао је са другог мјеста, након што је Ботас кажњен са пет мјеста. Минут прије трке имао је проблем са свјећицама, због чега је морао у бокс. У Ферарију су мислили да је проблем отклоњен, али је већ у четвртом кругу морао да напусти трку, на којој је тријумфовао Хамилтон и повећао предност на 59 бодова.ref name="Japanese Grand Prix 2017"/> Велику награду Сједињених Америчких Држава стартовао је са другог мјеста, иза Хамилтона. Већ на почетку обишао је Хамилтона и био лидер је до шестог круга, када га је Хамилтон обишао. Завршио је на другом мјесту, што му је био први подијум након Италије. На Великој награди Мексика узео је четврту пол позицију у сезони, 50 у каријери, поставши тако тек четврти возач који је дошао до 50 пол позиција, након Михаела Шумахера, Ајртона Сене и Луиса Хамилтона. Макс Верстапен га је обишао већ у првом кругу, након чега се Фетел сударио са Хамилтоном и морао је да мијења предње крило. Успио је да надокнади неколико позиција и да заврши на четвртом мјесту, док је Хамилтон завршио на деветом и обезбиједио четврту титулу, изједначивши се тако са Фетелом, Шумахером, Хуаном Мануелом Фанђом и Аланом Простом.
Велику награду Бразила стартовао је са другог мјеста, иза Ботаса, кога је обишао већ у првом кругу. Иако су га обишли Рејкенен и Хамилтон приликом јединог одласка у бокс, успио је да се врати на прво мјесто и оствари пету побједу у сезони, 47 у каријери. Велику награду Абу Дабија, последњу у сезони, стартовао је са трећег мјеста, иза Ботаса и Хамилтона, што је био и коначни поредак трке. Завршио је сезону на другом мјесту, 46 бодова иза Хамилтона, остваривши пет побједа и 13 подијума.

### 2018: Борба за пету титулу са Хамилтоном
По први пут у историји формуле 1, два четворострука шампиона су почела сезону заједно, Фетел и Луис Хамилтон. Као и 2017, очекивало се да ће њих двојица водити главну борбу за титулу, њихова борба у медијима названа је "борба за пету", с обзиром на то да су и један и други имали циљ да постану трећи возач у историји са пет титула, након Хуана Мануела Фанђа и Михаела Шумахера.
Сезона 2018 почела је у марту, у Аустралији. Стартовао је са трећег мјеста, иза Хамилтона и Рејкенена; до првог мјеста дошао је у 19 кругу, задржао је предност до краја, стартујући сезону побједом другу годину заредом. То је била његова 48 побједа у каријери и стоти подијум, поставши четврти
возач у историји који је стотину трка завршио на подијуму, након Проста, Шумахера и Хамилтона. Такође, постао је трећи возач у историји који је водио на барем 3.000 кругова у формули 1, након Шумахера и Хамилтона.
Велику награду Бахреина стартовао је са пол позиције, прве у сезони. Ботас и Хамилтон су преузимали вођство, али је Фетел успио да се врати на прво мјесто и оствари другу побједу заредом, четврту у Бахреину. На Великој награди Кине узео је другу пол позицију заредом. Након првог одласка у бокс, Ботас је преузео вођство у 27 кругу, док га је у 43 кругу ударио Макс Верстапен, због чега је изгубио позиције и трку је завршио на осмом мјесту. Велику награду Азербејџана стартовао је са пол позиције, што је био први пут након 2013. да је узео три пол позиције заредом; такође, изједначио је рекорд Хамилтона, узевши пол позицију на 23 различите трке. На трци, био је лидер до 30 круга, када је први пут отишао у бокс и Ботас, који није ишао на промјену гума, је преузео вођство. Возило безбједности изашло је на стазу након што су се сударили Рикардо и Верстапен, што је искористио Ботас, отишао на промјену гума и на стазу се вратио испред Фетела. Покушао је да обиђе Ботаса након што је возило безбједности изашло са стазе, али умјесто тога изгубио је двије позиције. Завршио је на четвртом мјесту и пао је на друго мјесто у шампионату, иза Хамилтона, који је тријумфовао на трци.
Велику награду Шпаније стартовао је са трећег мјеста, иза Хамилтона и Ботаса. Током периода када је на снази било виртуелно возило безбједности, отишао је у бокс, обишао га је Верстапен и завршио је трку на четвртом мјесту, након чега је заостајао 17 бодова иза Хамилтона, који је побиједио у Шпанији. Велику награду Монака стартовао је са другог мјеста, иза Рикарда, гдје је и провео цијелу трку; Хамилтон је завршио трећи и предност је смањена на 14 бодова.
На Великој награди Канаде узео је четврту пол позицију у сезони. Водио је током цијеле трке и остварио је трећу побједу у сезони, 50 у каријери, поставши четврти возач у историји који је дошао до 50 побједа, након Проста, Шумахера и Хамилтона. То је такође био 14 пут у каријери да је водио на трци од почетка до краја, док је само Сена са 19 остао испред њега. Побједом је смањио заостатак за Хамилтоном, који је у Канади завршио на петом мјесту, на један бод. Велика награда Француске вожена је први пут након 2008. године. Фетел је стартовао са трећег мјеста, иза Хамилтона и Ботаса. У покушају да обиђе Ботаса, сударио се са њим и оштетио предње крило, због чега је добио и пет секунди казне и изгубио доста позиција. Успио је да се врати и завршио је пети, док је Хамилтон побједом отишао на 14 бодова предности.
Квалификације за Велику награду Аустрије завршио је на трећем мјесту, поново иза Хамилтона и Ботаса, али је кажњен са три позиције због ометања Карлоса Саинса млађег у Q2, и стартовао је са шестог мјеста. Хамилтон и Ботас су морали да напусте трку због механичких проблема, Фетел је завршио трећи и преузео је вођство у шампионату, бод испред Хамилтона. Током тренинга пред Велику награду Велике Британије повриједио је врат, али је успио да вози квалификације, које је завршио на другом мјесту, иза Хамилтона. Обишао га је већ у првом кругу, а затим се Хамилтон сударио са Рејкененом, због чега је пао на зачеље. Изгубио је предност током изласка возила безбједности на стазу, с након одласка у бокс, Ботас је преузео вођство. Ипак, Ботас није мијењао гуме и на пет кругова прије краја, Фетел га је обишао и остварио 51 побједу у каријери, престигавши Алана Проста на трећем мјесту по броју побједа. Хамилтон је завршио други, упркос судару и Фетел је повећао предност на осам бодова.
Велику награду Њемачке стартовао је са пол позиције, водио је већину трке, до 51 круга, када је по влажним условима изгубио контролу над болидом и ударио у зид. То је било његово прво одустајање у сезони, Хамилтон је побиједио и преузео прво мјесто у шампионату, 17 бодова испред Фетела. Велику награду Мађарске стартовао је са четвртог мјеста, а завршио је на другом, упркос судару са Ботасом у финишу. Велика награда Белгије вожена је по кишним условима, Фетел је квалификације завршио на другом мјесту, иза Хамилтона, кога је обишао већ у првом кругу; контролисао је трку до краја, остваривши трећу побједу у Белгији, 52 у каријери. Велику награду Италије стартовао је са другог мјеста, иза Рејкенена; Ферари је тако дошао до прве пол позиције у Италији након 2010. године, такође, први пут након 2000. године два возача Ферарија су стартовала са прве двије позиције у Италији. У првом кругу сударио се са Хамилтоном и оштетио предње крило, због чега је морао у бокс и пао на последње мјесто. Завршио је на петом мјесту, али му је припало четврто након што је Верстапен кажњен; Хамилтон је побиједио и повећао предност на 30 бодова.
Након лоше трке у Италији, Велика награда Сингапура је означена као веома битна у борби за титулу. Фетел је био фаворит за пол позицију, у покушају да дође до пете, рекордне, пол позиције у Сингапуру, док је, са друге стране, Хамилтон традиционално био лош на тој стази. Ипак, квалификације је завршио трећи, иза Хамилтона и Верстапена. Обишао је Верстапена већ у првом кругу, али се Холанђанин вратио на друго мјесто током јединог одласка у бокс. Тријумфовао је Хамилтон, док је Фетел завршио трећи и заостатак у шампионату повећан је на 40 бодова. Велику награду Русије стартовао је са трећег мјеста, иза Ботаса и Хамилтона. Након одласка у бокс, из Мерцедеса су тражили од Ботаса да пропусти Хамилтона на друго мјесто, а након што је Верстапен отишао на промјену гума, Хамилтон је прешао на прво, Ботас на друго, а Фетел на треће мјесто, што је био коначни поредак трке и Хамилтон је повећао предност на 50 бодова.
Велику награду Јапана стартовао је са осмог мјеста, након што је завршио квалификације на деветом мјесту, али је Естебан Окон кажњен са три позиције. Почео је добро и већ у првом кругу је дошао на четврто мјесто. Верстапен је добио казну од пет секунди због судара са Рејкененом и Фетел је дошао до трећег мјеста. У финишу, сударио се са Верстапеном, због чега је изгубио позиције и завршио је трку на шестом мјесту; Хамилтон је побиједио и повећао предност на 67 бодова четири трке прије краја. Квалификације за Велику награду Сједињених Америчких Држава завршио је на другом мјесту, иза Хамилтона, али је кажњен са три позиције због тога што није успорио довољно током црвених застава у првој сесији и стартовао је са петог мјеста. Доста времена провео је у борби са возачима Ред була и на крају је завршио на четвртом мјесту, док је Кими Рејкенен остварио прву побједу након 2013. Хамилтон је завршио на трећем мјесту и повећао је предност на 70 бодова.
Велику награду Мексика стартовао је са четвртог мјеста, обишао је Хамилтона, док се Рикардо повукао и завршио је на другом мјесту, иза Верстапена. Хамилтон је завршио на четвртом мјесту и обезбиједио је пету титулу. Квалификације за Велику награду Бразила завршио је на другом мјесту, иза Хамилтона, али је био под истрагом након што је оптужен да није пратио инструкције стјуарда приликом мјерења возила. Током круга у Q2 промијенио је гуме и остварио је вријеме прије него што је киша почела да пада, након чега је позван на мјерење болида. Одбио је да заустави возило и сачека званичнике да га гурну на скалу, умјесто чега је наставио да вози, точак му се одврнуо и уништио је скалу. Кажњен је са 25.000 евра, али није кажњен одузимањем позиције и стартовао је са другог мјеста. Завршио је на шестом мјесту, иза оба возача Мерцедеса, оба возача Ред була и сувозача Рејкенена. Последњу трку у сезони, Велику награду Абу Дабија, стартовао је са трећег мјеста, иза Хамилтона и Ботаса. На почетку је обишао Ботаса и завршио је на другом мјесту.
Сезону је завршио на другом мјесту у шампионату, са 320 бодова, 88 мање од Хамилтона. Остварио је пет побједа и 12 подијума. На крају сезоне, означио је трку у Сингапуру као главну тачку преокрета у борби за пету титулу.

### 2019: Двије побједе и пето мјесто
Након импресивних резултата на предсезонским тестирањима у Барселони, многи су пред Велику награду Аустралије очекивали да Фетел и Ферари имају најбољи болид. Ипак, први викенд у сезони се показао тешким; Фетел је квалификације завршио на трећем мјесту, док је трку завршио на четвртом мјесту, а тријумфовао је Валтери Ботас. На Великој награди Бахреина, Ферари је заузео прве двије позиције у квалификацијама; Фетел је одвезао само један круг у Q3 и завршио је квалификације иза сувозача — Шарла Леклера. Фетел је већ на старту обишао Леклера и преузео вођство, али се Леклер вратио на прво мјесто у шестом кругу. Након што је Леклер морао да одустане, Фетел се вратио на чело, али није могао да се одбрани од Луиса Хамилтона који га је обишао, након чега је Фетел излетио са стазе и оштетио предње крило. На крају, завршио је на петом мјесту. Мерцедес је наставио да доминира и на наредне двије трке, које је Фетел завршио на трећем мјесту. Трећа трка у сезони — Велика награда Кине, била је укупно хиљадита трка у историји формуле 1. Фетел је стартовао и завршио на трећем мјесту. На трећем мјесту завршио је и Велику награду Азербејџана, на којој је Мерцедес остварио дуплу побједу и тако су све четири трке на старту сезоне завршили на прва два мјеста, након чега је Фетел заостајао 35 и 34 бода иза Ботаса и Хамилтона. Велику награду Шпаније завршио је на четвртом мјесту, док је Мерцедес остварио пету 1—2 побједу заредом. На Великој трци Монака, Фетел је прошао трећи кроз циљ, али је промовисан на друго мјесто, након што је Верстапен добио пет секунди казне, због несигурног проласка кроз бокс.
Фетел је узео пол позицију на Великој награди Канаде, другу годину заредом, што му је била прва пол позиција након 17 трка. Био је лидер већи дио трке, а у 48 кругу, излетио је са стазе; при повратку, Хамилтон је покушао да га обиђе, али је Фетел успио да задржи вођство. Ипак, добио је контроверзну казну од 5 секунди због несигурног враћања на стазу. Прошао је први кроз циљ, али са мање од пет секунди предности испред Хамилтона, коме је припала побједа. Фетел је првобитно одбио да се попне на подијум као другопласирани, али је ипак изашао, одбивши руку Хамилтона који га је позивао да се попну заједно на прво мјесто на подијуму. Захтјев Ферарија да се изврши ревизија Фетелове казне, одбила је ФИА. Први најбржи круг у сезони, остварио је на осмој трци — Великој награди Француске. Због грешке мотора, није могао да постави вријеме у Q3 на Великој награди Аустрије, коју је стартовао са последњег мјеста, али је успио да се прогура и завршио је на четвртом мјесту. На Великој награди Велике Британије, захваљујући возилу безбједности, дошао је до трећег мјеста. Ипак, Верстапен га је обишао, након што је покушао да се врати испред Верстапена, ударио га је отпозади, добио је казну од десет секунди и завршио је на 16 мјесту. То је био први пут да није завршио у зони бодова од Велике награде Белгије 2015. На домаћој трци, Великој награди Њемачке, није успио да се квалификује због грешке турбо мотора, због чега је морао да стартује са последњег мјеста. У трци са неколико судара и изласка возила безбједности на стазу, завршио је на другом мјесту, иза Верстапена. Велику награду Мађарске завршио је на трећем мјесту, али преко минут иза Хамилтона.
Након једномјесечне љетње паузе, сезона је настављена у августу, на трци за Велику награду Белгије, викенд који је обиљежила смрт возача формуле 2 — Антоана Ибера. Фетел је трку завршио на четвртом мјесту и остварио је најбржи круг. На трци за Велику награду Италије, излетио је са стазе у кривини Аскари, а када се вратио на стазу, остварио је контакт са возачем Рејсинг поинта — Ленсом Стролом, због чега је добио казну од десет секунди и завршио је трку на 13 мјесту. На Великој награди Сингапура, Ферари је био најбољи, када су сви очекивали да ће бити у проблемима. Фетел је био најбржи у Q1 и Q2, али је у Q3 био спорији и Леклер је узео пол позицију, трећу трку заредом, а Хамилтон друго стартно мјесто, испред Фетела. На трци, Фетел је први отишао на промјену гума од водећих возача, а захваљујући томе што су Леклер и Хамилтон имали спорији темпо, преузео је вођство у 31 кругу. До краја трке, возило безбједности је излазило на стазу три пута, али је Фетел успио да сачува прво мјесто и оствари прву побједу у сезони, пету у Сингапуру и трећу заредом за Ферари. Наредну трку, Велику награду Русије, стартовао је са трећег мјеста, али је већ у првој кривини обишао Леклера и Хамилтона и преузео вођство. Радио пренос је сугерисао да Ферари жели да замијени своје возаче, али пошто је Фетел био бржи, остао је на челу. Леклер је преузео водећу позицију када је Фетел отишао у бокс, а неколико тренутака касније, морао је да се повуче због проблема са мотором; то му је било прво одустајање у сезони.
Пету пол позицију у сезони, остварио је на Великој награди Јапана, у квалификацијама које су биле помјерене за недељу ујутру, на дан трке, због тајфуна Хагибис. На трци, Фетел је морао да се заустави већ на старту, што је омогућило Ботасу да га обиђе; до краја, водио је борбу за друго мјесто са Хамилтоном, успио је да се одбрани и завршио је на другом мјесту. Са овим резултатом, Фетел је математички остао без шанси за освајање титуле. Велику награду Мексика, такође је завршио на другом мјесту, док је квалификације за Велику награду Сједињених Америчких Држава завршио на другом мјесту, поставши тек трећи возач у историји формуле 1 са 100 или више трка које је стартовао са прве двије позиције, након Шумахера и Хамилтона. Ипак, брзо је изгубио пет позиција, док му је у осмом кругу отказала предња суспензија и морао је да напусти трку. Квалификације за Велику награду Бразила завршио је на другом мјесту, трећу годину заредом, иза Верстапена. Већину трке провео је на трећем мјесту, након што га је Хамилтон обишао, а након изласка возила безбједности на стазу, обишли су га Александер Албон и Леклер. Фетел је одмах покушао да обиђе Леклера, али су се два возача Ферарија сударила, због чега су морали да напусте трку. Разочаравајућу сезону завршио је са петим мјестом у Абу Дабију, гдје је Хамилтон остварио шести грен слем у каријери и освојио шесту титулу првака формуле 1. Фетел је завршио на петом мјесту у конкуренцији возача, а Леклер који је завршио на четвртом мјесту, постао је други његов сувозач који је сезону завршио испред њега у пласману, након Данијела Рикарда 2014.

### 2020: Последња година у Ферарију
Званичници Ферарија одлучили су да не продуже Фетелу уговор након истека тренутног, односно након завршетка сезоне 2020. Директор тима — Матија Биното, изјавио је да нема неког посебног разлога за ту одлуку, а обје стране су истакле да је то био пријатељски договор.
Сезона је ометена због пандемије вируса корона. Првих десет трка из календара су или помјерене, одложене или отказане. На дан 2. јуна, утврђен је нови календар, а сезона је стартовала у јулу, на Великој награди Аустрије. Прву трку у сезони стартовао је са 11 мјеста, након што није успио да се пласира у Q3 дио квалификација, док је завршио на десетом мјесту. Другу трку, велику награду Штајерске, стартовао је са десетог мјеста, али се у већ у трећој кривини првог круга сударио са Леклером, због чега су обојица морала да напусте трку. Леклер је признао да је он погријешио и извинио се.

### Астон Мартин (2021–2022)
Фетел се придружио Астон Мартину за сезону 2021, заменивши Серхија Переза. У свом дебитантском тркачком викенду у Бахреину, добио је казну на старту у квалификацијама, због чега је био приморан да стартује последњи. Фетел је добро почео, имао је судар са Естебаном Оконом, дајући му временску казну и на крају завршио на 15. месту. Добио је пет казнених поена на своју суперлиценцу. Директор Астон Мартина, Отмар Шафнауер није изразио забринутост због тога што је овај аутомобил веома другачији од Ферарија, недостатка кругова у предсезонским тестирањима и веома импресивног старта трке. У петој трци сезоне, Фетел је постигао прве поене за тим са петим местом у Монаку. На следећој трци на Великој награди Азербејџана, освојио је први подијум за Астон Мартина са другим местом. Фетел је такође завршио на другом месту у Мађарској, али је касније дисквалификован, пошто његов аутомобил није обезбедио потребан узорак горива од једног литра. Сезону је завршио на 12. месту у табели возача, испред сувозача Строла. Током сезоне, Фетел је направио 132 претицања, што је највише од свих возача и освојио је прву награду за претицање.
Фетел је пропустио прве две трке сезоне 2022 у Бахреину и Саудијској Арабији након што је био позитиван на ковид 19, заменио га је резервни возач Астон Мартина Нико Хилкенберг. У јулу 2022. Фетел је најавио повлачење из Формуле 1 на крају сезоне.

## Трка шампиона
Фетел је учествовао на трци шампиона 2007. године, на Вемблију, представљајући тим Њемачке заједно са Михаелом Шумахером. Фетел и Шумахер су освојили Куп нација, побиједивши у финалу Финску, за коју су возили Хејки Ковалајнен и Маркус Гренхолм. Фетел је изгубио индивидуално такмичење у првој рунди, у другој борби са Ковалајненом.
На трци шампиона учествовао је и 2008. године, када је поново у пару са Шумахером освојио Куп нација. У такмичењу возача, у првој рунди побиједио је Троја Бејлиса, али је у четвртфиналу изгубио од Себастијана Леба. Године 2009, Фетел и Шумахер су освојили трећи узастопни Куп нација, у финалу у Пекингу побиједили су Велику Британију, за коју су возили Џенсон Батон и Енди Приолкс. Године 2010. освојили су четврту титулу заредом, побиједивши у финалу на Есприт арени у Диселдорфу Велику Британију, за коју су возили Приолкс и Џејсон Плато. У четвртфиналу индивидуалног такмичења побиједио је Шумахера, док је у полуфиналу изгубио од Филипеа Албукеркија, који је освојио такмичење побједом у финалу против Себастијана Леба.
На трци шампиона 2011, освојили су Куп нација пети пут заредом, побиједивши у финалу Нордијски тим, за који су возили Том Кристенсен и Јухо Хенинен. Годину дана касније освојили су и шесту пут заредом Куп нација, овога пута у финалу побиједили су тим Француске, за који су возили Ромен Грожан и Себастијан Ожје. На трку шампиона вратио се 2015. године, када се у Купу нација такмичио заједно са Ником Хилкенбергом; поражени су у финалу од Енглеске, након што су у четвртфиналу побиједили Аустралију, коју је предводио Данијел Рикардо, а у полуфиналу Нордијски тим. На индивидуалном такмичењу, Фетел је освојио трку шампиона први пут, побиједивши у финалу Тома Кристенсена. На Купу нација у оквиру Трке шампиона 2017, возио је заједно са Паскалом Верлејном и освојио је седми трофеј, побиједивши у финалу тим Сједињених Америчких Држава сам, након што се Верлејн повукао.
На трци 2019, возио је у пару са Миком Шумахером, сином Михаела Шумахера. Стигли су до финала Купа нација, гдје су поражени од Нордијског тима, за који су возили Кристенсен и Јохан Кристоферсон. У индивидуалном такмичењу поражен је у групној фази управо од Мика Шумахера.

## Дизајн кациге
Фетелова страст за различитим дизајнима кациге почела је у раном добу. Од својих почетних дана у картингу, радио је са дизајнером кацига Јенсом Мунсером. Са осам година хтио је лик крабе Себастијана из "Мале сирене" на кациги. Првобитна кацига у формули 1, као и многих других возача Ред була, била је инспирисана логом енергетског пића компаније. Касније је додао облик црвеног крста, грб Берграсеа испод визира, у част региона гдје је рођен – Хепенхајма.
Након преласка у Ред бул 2009. године, почео је да користи разне дизајне. Неки дизајни су били мале промјене у односу на оригинални дизајн Ред була, као за Велику награду Јапана 2010, када је носио посебну црвено-бијелу кацигу, са црним канџијем за слоган "даје ти крила". На Великој награди Италије 2012. прославио је свој 50 различити дизајн кациге у формули 1.
Сезону 2013 стартовао је са новим дизајном кациге, у част Феликса Баумгартнера, који је са пројектом под називом Ред бул стратос оборио свјетски рекорд скоком са ивице свемира 2012. године. На крају 2013. године, користио је укупно 76 различитих кацига током каријере, признавши да "има хир".
Произвођач кацига, компанија Араи, објавила је да Фетел повлачи кацигу након сваке побједе, али и да му није неопходна побједа да би промијенио дизајн.
Након преласка у Ферари на почетку 2015. године, изјавио је да неће више тако често мијењати дизајн кациге, и да ће се потрудити да један дизајн користи током цијеле године, што је такође и присиљено новим правилом ФИЕ о учесталости мијењања кацига током једне сезоне. За нови дизајн изабрао је бијелу боју, са заставом Њемачке, која иде од почетка до краја и од средине до лијеве стране, са његовим стартним бројем 5 на врху.
За Велику награду Италије 2017, њемачку заставу на кациги замијенио је италијанском, у част прославе домаће трке Ферарија.

## Имена возила
Инспирисан америчким бомбашким пилотом из Другог свјетског рата, Фетел је успоставио традицију да именује своја возила. Након што се одлучи за име, позове чланове тима на вечеру и саопшти им како ће се звати ново возило. Изјавио је: "важно је имати близак однос са возилом. Као и брод, аутомобил може бити назван по дјевојци, јер је то секси". Возило које је возио у својој првој комплетној сезони у формули 1, 2008 са Торо Росом, назвао је Јулија, након чега возилима у Ред булу дао имена Кејт и "Кејтина прљава сестра" (2009) Лусијус Лиз и Ренди Менди (2010), настрана Кајл (2011), Еби (2012), Гладна Хејди (2013) и Сузи (2014).
Са традицијом је наставио и након преласка у Ферари и возило за сезону 2015. назвао је Ева. За сезону 2016. одлучио се на име Маргерита, за 2017. дао је име болиду Ђина, док се за сезону 2018. одлучио за име Лорија.

## Поређење са Михаелом Шумахером
Фетел је тријумфовао на Великој награди Италије 2008. године, након чега су га медији назвали „бејби Шуми“ и „нови Шумахер“. Надимак није добио само због националности, већ такође и због стила вожње, концентрације и гестикулација рукама са инжињерима након трке. Одбацио је поређења, истакавши да жели да буде „нови Фетел“.
Ипак, у медијима су прављена поређења, и Фетел и Шумахер су одрастали у малом граду. Фетелов отац је био столар, Шумахеров зидар; обојица су се први пут на трци опробали на Керпен стази за картинг, близу Келна, недалеко од стазе за формулу 1 – Нирбургринг. Фетел је, прије него што је легално могао да вози на улици, возио у башти, правећи кругове око ње, изјавивши да је његова страст за аутомобилима била природна након што је гледао Шумахера на стази.
Након што је освојио прву титулу, 2010. године, медији су га назвали „нови Шумахер“, на шта је он изјавио да му није циљ да достигне Шумахеров рекорд по броју титула, кад је научио колико је тешко освојити један шампионат, али да жели да освоји још. Обојица су почела да доминирају у формули 1 након освајања прве титуле; обојица су другу узастопну титулу осигурали прије краја сезоне, док су такође обојица другу титулу у каријери освојили у својој четвртој потпуној сезони. Обојица су, у своје вријеме, постала најмлађи двоструки шампион.
Извршни директор компаније Пирели, Пол Хембери, изјавио је 2011. године да је импресиониран Фетелом, јер је он био једини возач који је посјетио компанију и разговарао са произвођачима гума, да би имао бољи увид и да би побољшао њихове тркачке способности. Једини други возач који је постављао толико питања је Михаел Шумахер, што је Хембери сматрао интересантним, изјавивши: „то је као да гледате учитеља и штићеника на послу“.
Након што се Шумахер повриједио на скијању крајем 2013. године, Фетел је, заједно са Шумахеровим менаџером Сабином Кемом, преузео награду у његово име, за животно дјело, која му је додијељена 2014. године. Фетел је на церемонији одржао емотивни говор, изјавивши: „Михаел, запалио си искру формуле 1 у толико много људи, не само код мене. Ти си револуционирао формулу 1”.
Године 2014, Фетел је навео Шумахера као једну од инспирација за прелазак у Ферари од 2015, изјавивши: „када сам био мали, Михаел Шумахер у црвеном аутомобилу ми је био највећи идол и сада, невјероватна је част да коначно добијем шансу да возим за Ферари“. У својој другој трци за Ферари, Фетел је остварио прву побједу, са 27 година, са исто година са колико је и Шумахер остварио прву побједу за тим. И Фетел и Шумахер су прву сезону у Ферарију завршили на трећем мјесту у шампионату, са по три побједе.

## Постигнућа
Фетел је добио признање руки године, на годишњој додјели награда Аутоспорта 2008. године; годину касније добио је трофеј Лоренцо Бандини, за постигнућа остварена током 2008. године. Године 2010. проглашен је за најбољег спортисту Њемачке, након освајања прве титуле. Исте године освојио је награду за најбољег међународног возача по први пут, након чега је освојио исту награду и наредне три године. У јануару 2012. године, добио је признање академије спорта за освајање двије титуле заредом. Мјесец касније, у фебруару 2012. године, одликован је највећом спортском наградом у Њемачкој, сребрним ловоровим листом, за освајање неколико титула. Изгласан је за најбољег возача формуле 1 2009, 2011 и 2013. године, од стране директора тимова формуле 1, у годишњој тајној анкети коју је иницирао часопис аутоспорт. Добио је ДХЛ награду за најбржи круг 2009, 2012 и 2013. године. Проглашен је за најбољег спортисту Европе од стране часописа Пољска прес агенција, двије године заредом, 2012 и 2013. Исту награду добио је и од стране УЕПС-а 2010. године. Такође, добио је награду за најбољег спортисту године ван Уједињеног Краљевства 2013, док је 2014. добио престижну награду за свјетског спортисту године, коју додјељује Лауреус академија; награда му је додијељена на церемонији одржаној у Куала Лумпуру у Малезији. Фетел је тако постао први возач формуле 1, након Михаела Шумахера, који је проглашен за најбољег спортисту на свијету. Спонзор Ред була, компанија Инфинити, представила је едицију теренских аутомобила названих по њему, Инфинити ФХ Фетел.

## Статистика каријере

### Резултати по сезонама
| Сезона | Серија                | Тим                     | Број трка  | Побједе    | Пол позиције | Најбржи кругови | Подијуми   | Поени      | Позиција   |
| ------ | --------------------- | ----------------------- | ---------- | ---------- | ------------ | --------------- | ---------- | ---------- | ---------- |
| 2003.  | Формула БМВ Адај      | Ефеланд рејсинг         | 19         | 5          | 5            | 4               | 12         | 216        | 2.         |
| 2004.  | Формула БМВ Адак      | Адак Берлин-Бранденбург | 20         | 18         | 14           | 13              | 20         | 387        | 1.         |
| 2005.  | Формула 3 евро серија | Микле мотоспорт         | 20         | 0          | 0            | 1               | 6          | 63         | 5.         |
| 2005.  | Формула 3 мастерс     | Микле мотоспорт         | 1          | 0          | 0            | 0               | 0          | N/A        | 11.        |
| 2005.  | Шпанска формула 3     | Рејсинг инжињеринг      | 1          | 0          | 0            | 0               | 1          | 8          | 15.        |
| 2005.  | Макао гран при        | АСМ Ф3                  | 1          | 0          | 0            | 0               | 1          | N/A        | 3.         |
| 2005.  | Формула 1             | БМВ Вилијамс            | Тест возач | Тест возач | Тест возач   | Тест возач      | Тест возач | Тест возач | Тест возач |
| 2006.  | Формула 3 евро серија | АСМ Ф3                  | 20         | 4          | 1            | 5               | 9          | 75         | 2.         |
| 2006.  | Формула 3 мастерс     | АСМ Ф3                  | 1          | 0          | 0            | 0               | 0          | N/A        | 6.         |
| 2006.  | Формула рено 3.5      | Карлин мотоспорт        | 3          | 1          | 1            | 0               | 2          | 28         | 15.        |
| 2006.  | Макао гран при        | Карлин мотоспорт        | 1          | 0          | 0            | 0               | 0          | N/A        | 23.        |
| 2006.  | Формула 1             | БМВ Заубер              | Тест возач | Тест возач | Тест возач   | Тест возач      | Тест возач | Тест возач | Тест возач |
| 2007.  | Формула рено 3.5      | Карлин мотоспорт        | 7          | 1          | 1            | 1               | 4          | 74         | 5.         |
| 2007.  | Формула 1             | БМВ Заубер              | 1          | 0          | 0            | 0               | 0          | 6          | 14.        |
| 2007.  | Формула 1             | Торо Росо               | 7          | 0          | 0            | 0               | 0          | 6          | 14.        |
| 2008.  | Формула 1             | Торо Росо               | 18         | 1          | 1            | 0               | 1          | 35         | 8.         |
| 2009.  | Формула 1             | Ред бул                 | 17         | 4          | 4            | 3               | 8          | 84         | 2.         |
| 2010.  | Формула 1             | Ред бул                 | 19         | 5          | 10           | 3               | 10         | 256        | 1.         |
| 2011.  | Формула 1             | Ред бул                 | 19         | 11         | 15           | 3               | 17         | 392        | 1.         |
| 2012.  | Формула 1             | Ред бул                 | 20         | 5          | 6            | 6               | 10         | 281        | 1.         |
| 2013.  | Формула 1             | Ред бул                 | 19         | 13         | 9            | 7               | 16         | 397        | 1.         |
| 2014.  | Формула 1             | Ред бул                 | 19         | 0          | 0            | 2               | 4          | 167        | 5.         |
| 2015.  | Формула 1             | Ферари                  | 19         | 3          | 1            | 1               | 13         | 278        | 3.         |
| 2016.  | Формула 1             | Ферари                  | 21         | 0          | 0            | 3               | 7          | 212        | 4.         |
| 2017.  | Формула 1             | Ферари                  | 20         | 5          | 4            | 5               | 13         | 317        | 2.         |
| 2018.  | Формула 1             | Ферари                  | 21         | 5          | 5            | 3               | 12         | 320        | 2.         |
| 2019.  | Формула 1             | Ферари                  | 21         | 1          | 2            | 2               | 9          | 240        | 5.         |
| 2020.  | Формула 1             | Ферари                  | 17         | 0          | 0            | 0               | 1          | 33         | 13.        |
| 2021.  | Формула 1             | Астон Мартин            | 22         | 0          | 0            | 0               | 1          | 43         | 12.        |
| 2022.  | Формула 1             | Астон Мартин            | 15         | 0          | 0            | 0               | 0          | 24*        | 12.*       |
| Извор: |                       |                         |            |            |              |                 |            |            |            |

* - Сезона у току.

### Резултати у формули 3
(Трке које су болдоване означавају пол позицију, трке које су искошене означавају најбржи круг)
| Година | Тим                | Шасија          | Мотор    | 1        | 2       | 3       | 4       | 5         | 6        | 7        | 8        | 9       | 10        | 11      | 12        | 13       | 14    | 15      | 16        | 17      | 18       | 19       | 20       | ВШ | Бодови |
| ------ | ------------------ | --------------- | -------- | -------- | ------- | ------- | ------- | --------- | -------- | -------- | -------- | ------- | --------- | ------- | --------- | -------- | ----- | ------- | --------- | ------- | -------- | -------- | -------- | -- | ------ |
| 2005.  | АСЛ Мике мотоспорт | Далара F305/011 | Мерцедес | ХОК 1 15 | ХОК 2 5 | ПО 1 7  | ПО 2 11 | СПА 1 DSQ | СПА 2 13 | МОН 1 18 | МОН 2 17 | ОШЕ 1 5 | ОШЕ 2 5   | НОР 1 2 | НОР 2 4   | НИР 1 11 | НИР 2 | ЗАН 1 2 | ЗАН 2     | ЛАУ 1 3 | ЛАУ 2 15 | ХОК 1 13 | ХОК 2 3  | 5  | 57     |
| 2006.  | АСМ Ф3             | Далара F305/059 | Мерцедес | ХОК 1 5  | ХОК 2 1 | ЛАУ 1 3 | ЛАУ 2 6 | ОШЕ 1 5   | ОШЕ 2 14 | БРХ 1 2  | БРХ 2 7  | НОР 1 2 | НОР 2 Ret | 'НИР 1  | НИР 2]] 1 | ЗАН 1 24 | ЗАН 2 | КАТ 1   | КАТ 2 Ret | ЛМС 1 9 | ЛМС 2 9  | ХОК 1 3  | ХОК 2 12 | 2  | 75     |

### Резултати у формула рено 3.5 серији
(Трке које су болдоване означавају пол позицију, трке које су искошене означавају најбржи круг)
| Година | Тим              | 1       | 2       | 3     | 4       | 5       | 6       | 7       | 8         | 9         | 10    | 11    | 12    | 13    | 14    | 15    | 16    | 17    | ВШ | Бодови |
| ------ | ---------------- | ------- | ------- | ----- | ------- | ------- | ------- | ------- | --------- | --------- | ----- | ----- | ----- | ----- | ----- | ----- | ----- | ----- | -- | ------ |
| 2006.  | Карлин мотоспорт | ЗОЛ 1   | ЗОЛ 2   | МОН 1 | ИСТ 1   | ИСТ 2   | МИЗ 1 2 | МИЗ 2 1 | СПА 1 Ret | СПА 2 DNS | НИР 1 | НИР 2 | ДОН 1 | ДОН 2 | ЛМС 1 | ЛМС 2 | КАТ 1 | КАТ 2 | 15 | 28     |
| 2007.  | Карлин мотоспорт | МНЗ 1 5 | МНЗ 2 3 | НИР 1 | НИР 2 6 | МОН 1 2 | ХУН 1 4 | ХУН 2 3 | СПА 1     | СПА 2     | ДОН 1 | ДОН 2 | МАГ 1 | МАГ 2 | ЕСТ 1 | ЕСТ 2 | КАТ 1 | КАТ 2 | 5  | 74     |

### Резултати у формули 1
(кључ) (трке које су болдоване означавају пол позицију, трке које су искошене означавају најбржи круг)
| Година | Тим              | Шасија             | Мотор                           | 1       | 2        | 3       | 4       | 5         | 6       | 7       | 8       | 9        | 10      | 11      | 12      | 13      | 14      | 15      | 16      | 17      | 18      | 19      | 20      | 21      | 22      | ВШ   | Поени |
| ------ | ---------------- | ------------------ | ------------------------------- | ------- | -------- | ------- | ------- | --------- | ------- | ------- | ------- | -------- | ------- | ------- | ------- | ------- | ------- | ------- | ------- | ------- | ------- | ------- | ------- | ------- | ------- | ---- | ----- |
| 2006.  | БМВ Заубер       | БМВ Заубер F1.06   | БМВ P86 2.4 V8                  | БХР     | МАЛ      | АУС     | СМР     | ЕВР       | ШПА     | МОН     | УК      | КАН      | САД     | ФРА     | ЊЕМ     | МАЂ     | ТУР TD  | ИТА TD  | КИН TD  | ЈПН TD  | БРА TD  |         |         |         |         | –    | –     |
| 2007.  | БМВ Заубер       | БМВ Заубер F1.07   | БМВ P86/7 2.4 V8                | AUS TD  | MAL TD   | БХР     | ШПА     | МОН       | КАН     | САД 8   | ФРА     | УК       | ЕВР     |         |         |         |         |         |         |         |         |         |         |         |         | 14.  | 6     |
| 2007.  | Торо Росо        | Торо Росо STR2     | Ферари 056 2.4 V8               |         |          |         |         |           |         |         |         |          |         | МАЂ 16  | ТУР 19  | ИТА 18  | БЕЛ Ret | ЈПН Ret | КИН 4   | БРА Ret |         |         |         |         |         | 14.  | 6     |
| 2008.  | Торо Росо        | Торо Росо STR2B    | Ферари 056 2.4 V8               | АУС Ret | МАЛ Ret  | БХР Ret | ШПА Ret | ТУР 17    |         |         |         |          |         |         |         |         |         |         |         |         |         |         |         |         |         | 8.   | 35    |
| 2008.  | Торо Росо        | Торо Росо STR3     | Ферари 056 2.4 V8               |         |          |         |         |           | МОН 5   | КАН 8   | ФРА 12  | УК Ret   | ЊЕМ 8   | МАЂ Ret | ЕВР 6   | БЕЛ 5   | ИТА 1   | СИН 5   | ЈПН 6   | КИН 9   | БРА 4   |         |         |         |         | 8.   | 35    |
| 2009.  | Ред бул          | Ред бул RB5        | Рено RS27-2009 2.4 V8           | АУС 13† | МАЛ 15†  | КИН 1   | БХР 2   | ШПА 4     | МОН Ret | ТУР 3   | УК 1    | ЊЕМ 2    | МАЂ Ret | ЕВР Ret | БЕЛ 3   | ИТА 8   | СИН 4   | ЈПН 1   | БРА 4   | АБУ 1   |         |         |         |         |         | 2.   | 84    |
| 2010.  | Ред бул          | Ред бул RB6        | Рено RS27-2010 2.4 V8           | БХР 4   | АУС Ret  | МАЛ 1   | КИН 6   | ШПА 3     | МОН 2   | ТУР Ret | КАН 4   | ЕВР 1    | УК 7    | ЊЕМ 3   | МАЂ 3   | БЕЛ 15  | ИТА 4   | СИН 2   | ЈПН 1   | КОР Ret | БРА 1   | АБУ 1   |         |         |         | 1.   | 256   |
| 2011.  | Ред бул          | Ред бул RB7        | Рено RS27-2011 2.4 V8           | АУС 1   | МАЛ 1    | КИН 2   | ТУР 1   | ШПА 1     | МОН 1   | КАН 2   | ЕВР 1   | УК 2     | ЊЕМ 4   | МАЂ 2   | БЕЛ 1   | ИТА 1   | СИН 1   | ЈПН 3   | КОР 1   | ИНД 1   | АБУ Ret | БРА 2   |         |         |         | 1.   | 392   |
| 2012.  | Ред бул          | Ред бул RB8        | Рено RS27-2012 2.4 V8           | АУС 2   | МАЛ 11   | КИН 5   | БХР 1   | ШПА 6     | МОН 4   | КАН 4   | ЕВР Ret | УК 3     | ЊЕМ 5   | МАЂ 4   | БЕЛ 2   | ИТА 22† | СИН 1   | ЈПН 1   | КОР 1   | ИНД 1   | АБУ 3   | САД 2   | БРА 6   |         |         | 1.   | 281   |
| 2013.  | Ред бул          | Ред бул RB9        | Рено RS27-2013 2.4 V8           | АУС 3   | МАЛ 1    | КИН 4   | БХР 1   | ШПА 4     | МОН 2   | КАН 1   | УК Ret  | ЊЕМ 1    | МАЂ 3   | БЕЛ 1   | ИТА 1   | СИН 1   | КОР 1   | ЈПН 1   | ИНД 1   | АБУ 1   | САД 1   | БРА 1   |         |         |         | 1.   | 397   |
| 2014.  | Ред бул          | Ред бул RB10       | Рено енерџи Ф1‑2014 1.6V6 турбо | АУС Ret | МАЛ 3    | БХР 6   | КИН 5   | ШПА 4     | МОН Ret | КАН 3   | АУТ Ret | УК 5     | ЊЕМ 4   | МАЂ 7   | БЕЛ 5   | ИТА 6   | СИН 2   | ЈПН 3   | РУС 8   | САД 7   | БРА 5   | АБУ 8   |         |         |         | 5.   | 167   |
| 2015.  | Ферари           | Ферари SF15-T      | Ферари 060 1.6 V6 т             | АУС 3   | МАЛ 1    | КИН 3   | БХР 5   | ШПА 3     | МОН 2   | КАН 5   | АУТ 4   | УК 3     | МАЂ 1   | БЕЛ 12† | ИТА 2   | СИН 1   | ЈПН 3   | РУС 2   | САД 3   | МЕК Ret | БРА 3   | АБУ 4   |         |         |         | 3.   | 278   |
| 2016.  | Ферари           | Ферари SF16-H      | Ферари 061 1.6 V6 т             | АУС 3   | БХР DNS  | КИН 2   | РУС Ret | ШПА 3     | МОН 4   | КАН 2   | ЕВР 2   | АУТ Ret  | УК 9    | МАЂ 4   | ЊЕМ 5   | БЕЛ 6   | ИТА 3   | СИН 5   | МАЛ Ret | ЈПН 4   | САД 4   | МЕК 5   | БРА 5   | АБУ 3   |         | 4.   | 212   |
| 2017.  | Ферари           | Ферари SF70H       | Ферари 062 1.6 V6 т             | АУС 1   | КИН 2    | БХР 1   | РУС 2   | ШПА 2     | МОН 1   | КАН 4   | АЗЕ 4   | АУТ 2    | УК 7    | МАЂ 1   | БЕЛ 2   | ИТА 3   | СИН Ret | МАЛ 4   | ЈПН Ret | САД 2   | МЕК 4   | БРА 1   | АБУ 3   |         |         | 2.   | 317   |
| 2018.  | Ферари           | Ферари SF71H       | Ферари 062 EVO 1.6 V6 т         | АУС 1   | БХР 1    | КИН 8   | АЗЕ 4   | ШПА 4     | МОН 2   | КАН 1   | АЗЕ 5   | АУТ 3    | УК 1    | ЊЕМ Ret | МАЂ 2   | БЕЛ 1   | ИТА 4   | СИН 3   | РУС 3   | ЈПН 6   | САД 4   | МЕК 2   | БРА 6   | АБУ 2   |         | 2.   | 320   |
| 2019.  | Ферари           | Ферари SF90        | Ферари 064 1.6 V6 т             | АУС 4   | БАХ 5    | КИН 3   | АЗЕ 3   | ШПА 4     | МОН 2   | КАН 2   | ФРА 5   | АУТ 4    | ВБ 16   | ЊЕМ 2   | МАЂ 3   | БЕЛ 4   | ИТА 13  | СИН 1   | РУС Ret | ЈАП 2   | МЕК 2   | САД Ret | БРА 17† | АБУ 5   |         | 5.   | 240   |
| 2020.  | Скудерија Ферари | Ферари SF1000      | Ферари 065 1.6 \|V6 т           | АУТ 10  | ШТА Ret  | МАЂ 6   | ВБ 10   | 70Г 12    | ШПА 7   | БЕЛ 13  | ИТА Ret | ТОС 10   | РУС 13  | АЈФ 11  | ПОР 10  | ЕМИ 12  | ТУР 3   | БАХ 13  | САК 12  | АБУ 14  |         |         |         |         |         | 13.  | 33    |
| 2021.  | Астон Мартин     | Астон Мартин AMR21 | Мерцедес M12 1.6 V6 t           | БАХ 15. | ЕМИ 15.† | ПОР 13. | ШПА 13. | МОН 5.    | АЗЕ 2.  | ФРА 9.  | ШТА 12. | АУТ 17.† | ВБР Оду | МАЂ ДИС | БЕЛ 5.  | ХОЛ 13. | ИТА 12. | РУС 12. | ТУР 18. | САД 10. | МЕК 7.  | БРА 11. | КАТ 10. | САУ Оду | АБУ 11. | 12.  | 43    |
| 2022   | Астон Мартин     | Астон Мартин AMR22 | Мерцедес M13 1.6 V6 t           | БАХ     | САУ      | АУС Оду | ЕМИ 8.  | МАЈ · 17. | ШПА 11. | МОН 10. | АЗЕ 6.  | КАН 12.  | ВБР 9.  | АУТ 17. | ФРА 11. | МАЂ 10. | БЕЛ 8.  | ХОЛ 14. | ИТА Оду | СИН 8.  | ЈАП     | САД     | МЕК     | БРА     | АБУ     | 12.* | 24*   |

* - Сезона у току.
† Није завршио трку, али је класификован јер је завршио 90% дистанце.

### Рекорди у формули 1
| Рекорд                                                                                                 | Рекорд              | Постигнуто                                                  | Референца |
| --- | ------------------- | ----------------------------------------------------------- | --------- |
| Највише подијума у сезони                                                                              | 17                  | 2011                                                        | [ 562 ]   |
| Највише побједа у сезони                                                                               | 13                  | 2013                                                        | [ 564 ]   |
| Највише пол позиција у сезони                                                                          | 15                  | 2011                                                        | [ 565 ]   |
| Највише водећих кругова у сезони                                                                       | 739                 | 2011                                                        | [ 566 ]   |
| Највише узастопних побједа                                                                             | 9                   | Велика награда Белгије 2013 – Велика награда Бразила 2013.  | [ 567 ]   |
| Највише узастопних грен слемова (пол позиција, побједа, најбржи круг и лидер у сваком кругу)           | 2                   | Велика награда Сингапура 2013 и Велика награда Кореје 2013. | [ 569 ]   |
| Највише побједа са пол позиције у сезони                                                               | 9                   | 2011                                                        | [ 570 ]   |
| Најмлађи возач који је узео пол позицију                                                               | 21 година, 72 дана  | Велика награда Италије 2008. (13. септембар 2008)           | [ 571 ]   |
| Најмлађи возач који је остварио пол позицију и побједу на једној трци                                  | 21 година, 73 дана  | Велика награда Италије 2008. (14. септембар 2008)           | [ 572 ]   |
| Најмлађи возач који је остварио хет трик (пол позиција, побједа и најбржи круг)                        | 21 година, 353 дана | Велика награда Велике Британије 2008. (21. јун 2009)        | [ 573 ]   |
| Најмлађи возач који је остварио грен слем (пол позиција, побједа, најбржи круг и лидер у сваком кругу) | 24 године, 119 дана | Велика награда Индије 2011. (30. октобар 2011).             | [ 574 ]   |
| Најмлађи шампион формуле 1                                                                             | 23 године, 135 дана | 2010 (14. новембар 2010)                                    | [ 571 ]   |
| Најмлађи другопласирани у шампионату                                                                   | 22 године, 121 дан  | 2009 (1. новембар 2009)                                     | [ 575 ]   |
| Најкраћи период прије добијања прве казне у каријери                                                   | 6 секунди           | Велика награда Турске 2006. (25. август 2006)               | [ 576 ]   |